# 동국대학교

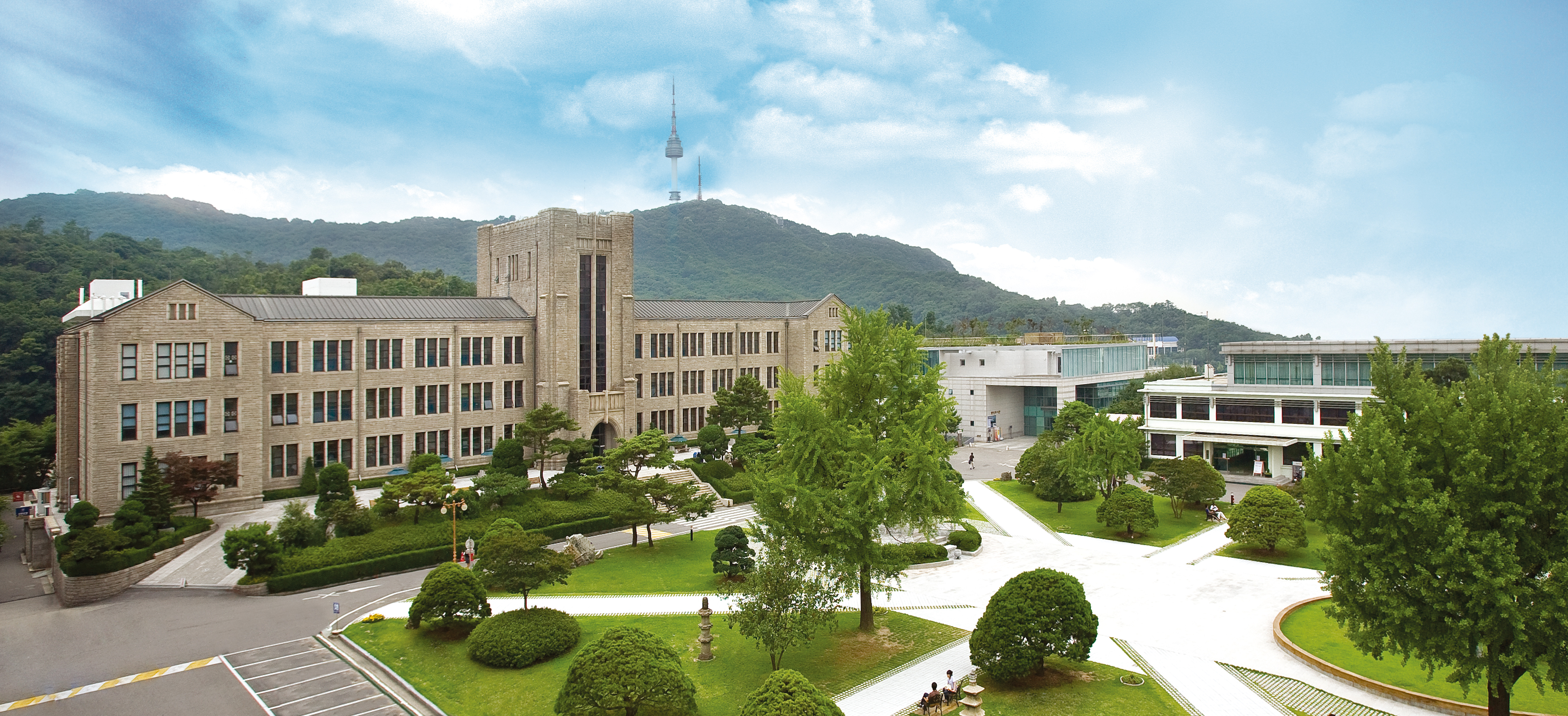
동국대학교
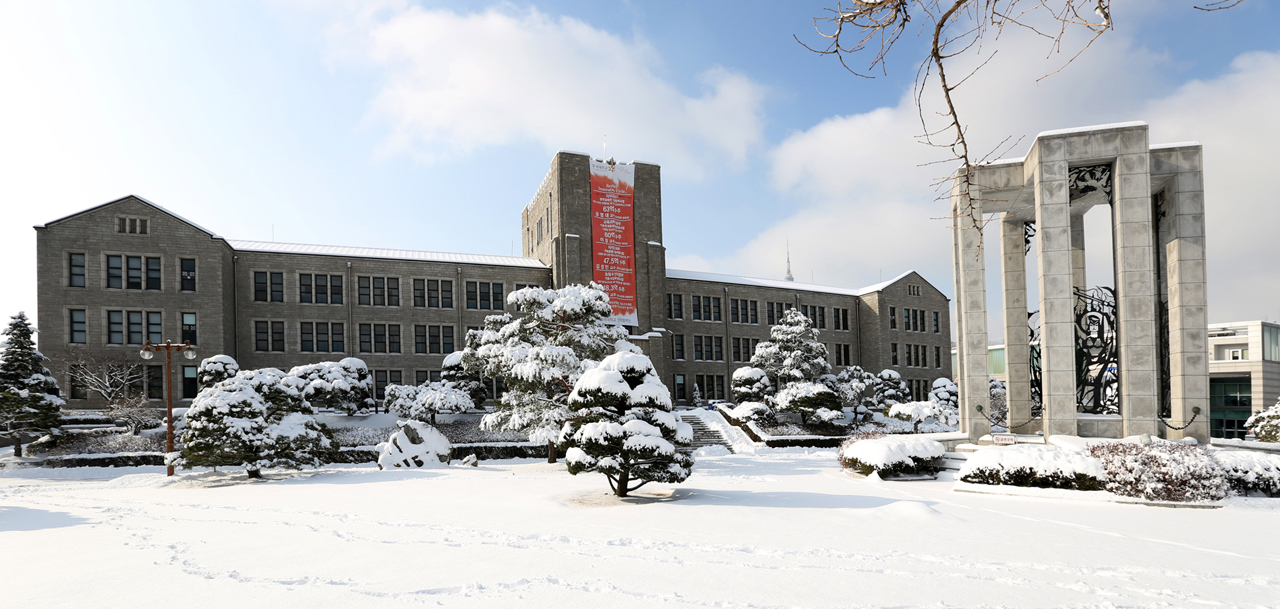
동국의 겨울
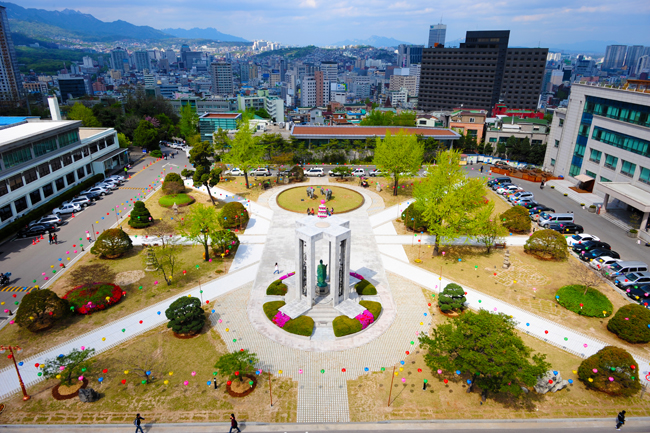
동국의 봄
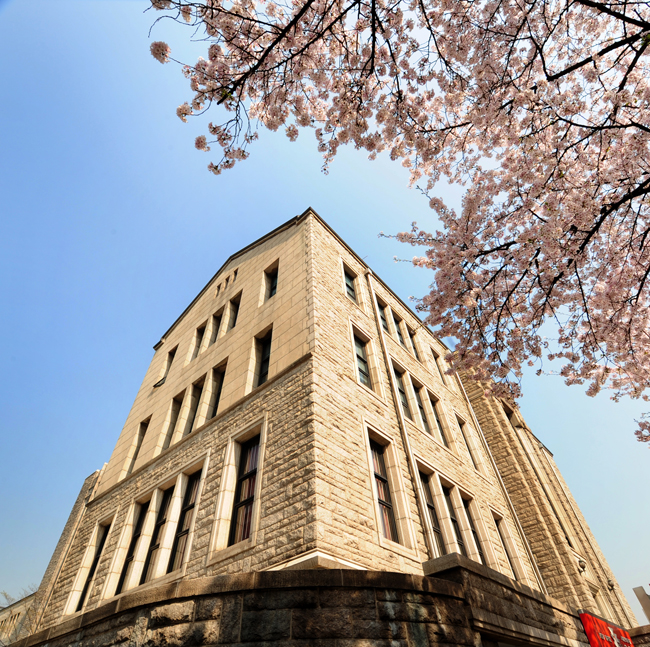
동국대학교 명진관
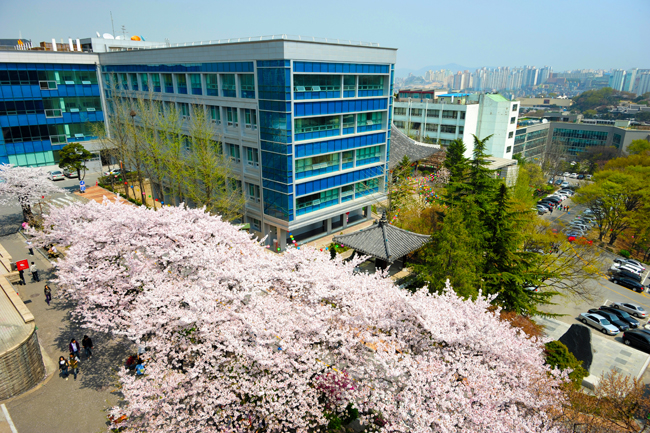
동국대학교의 봄
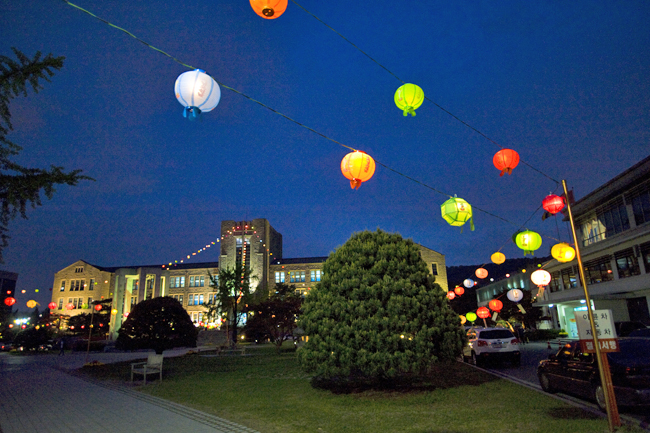
동국대학교의 밤
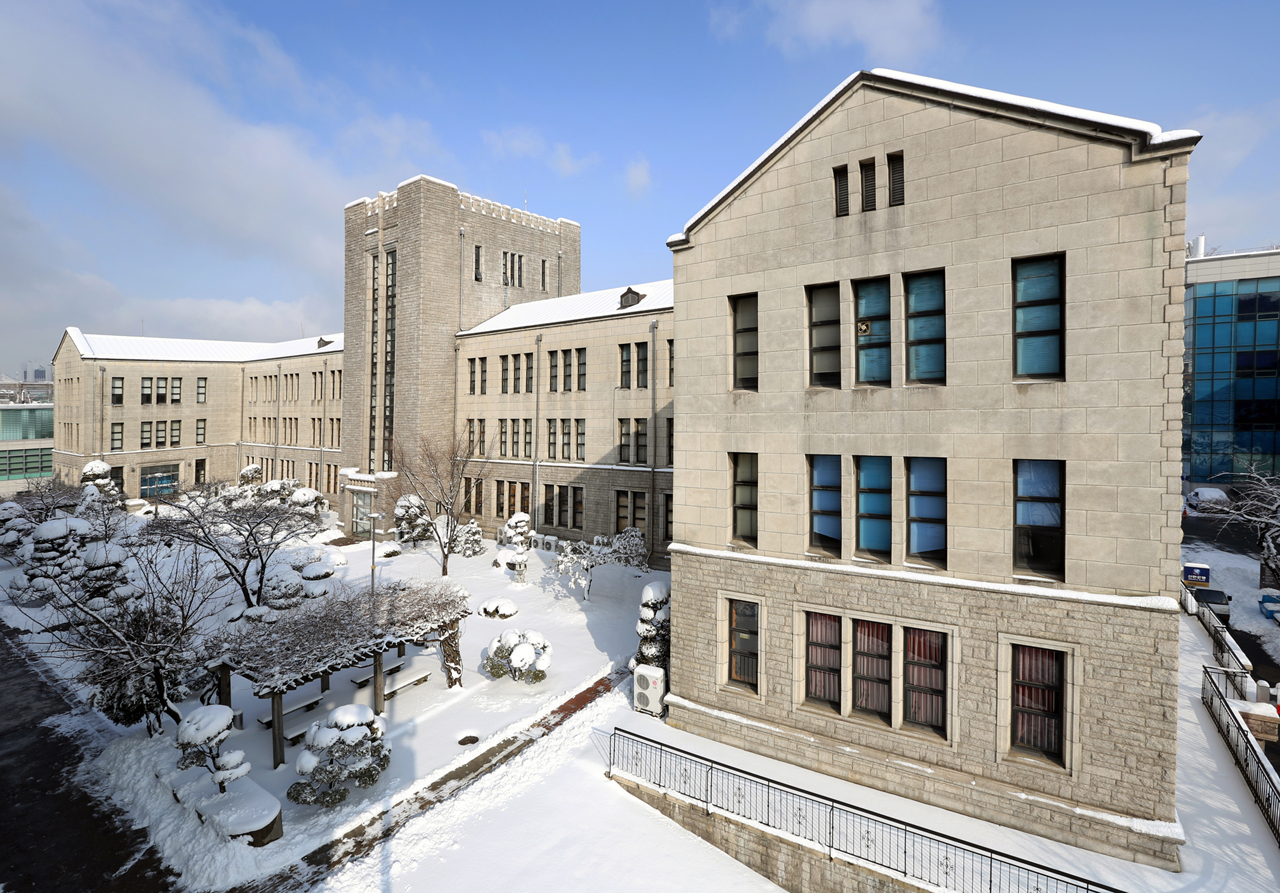
동국대학교의 겨울
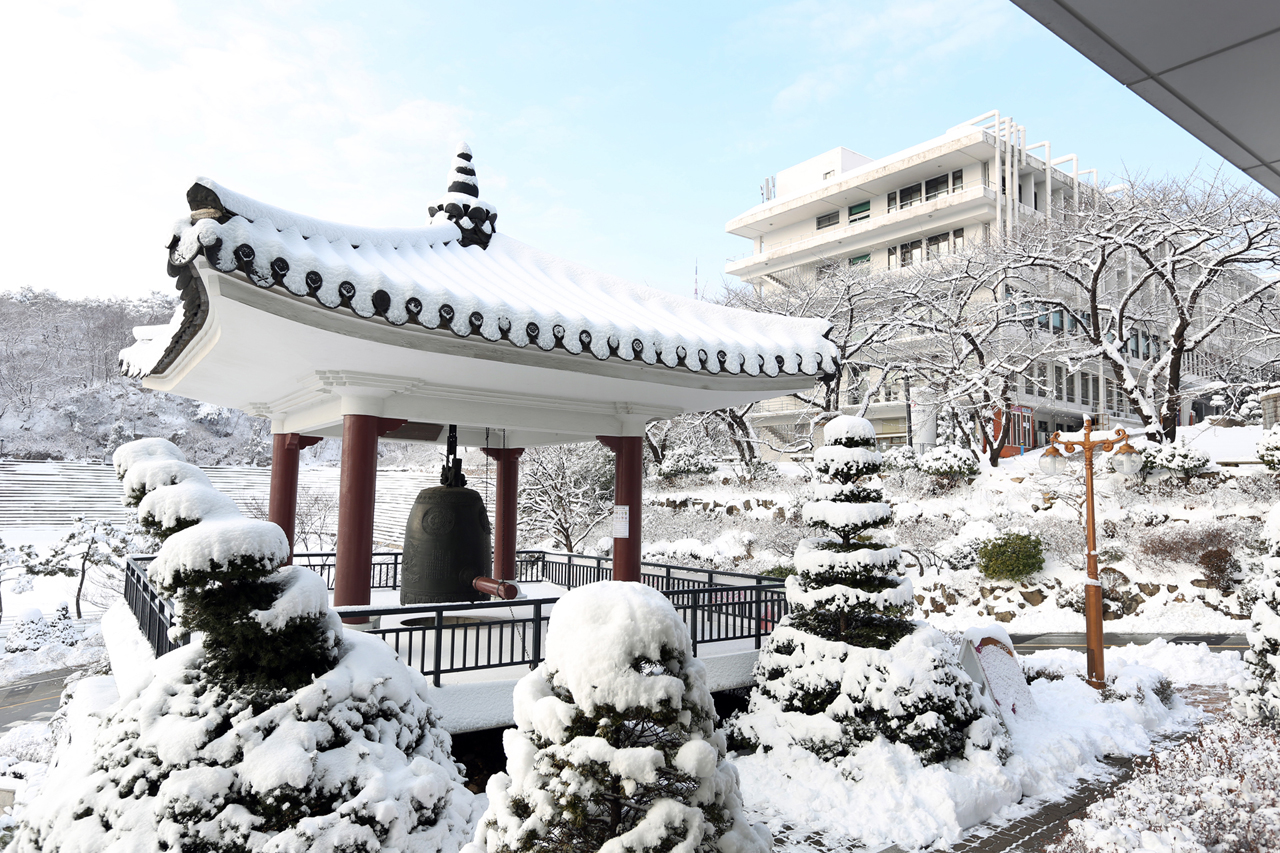
동국대학교의 겨울
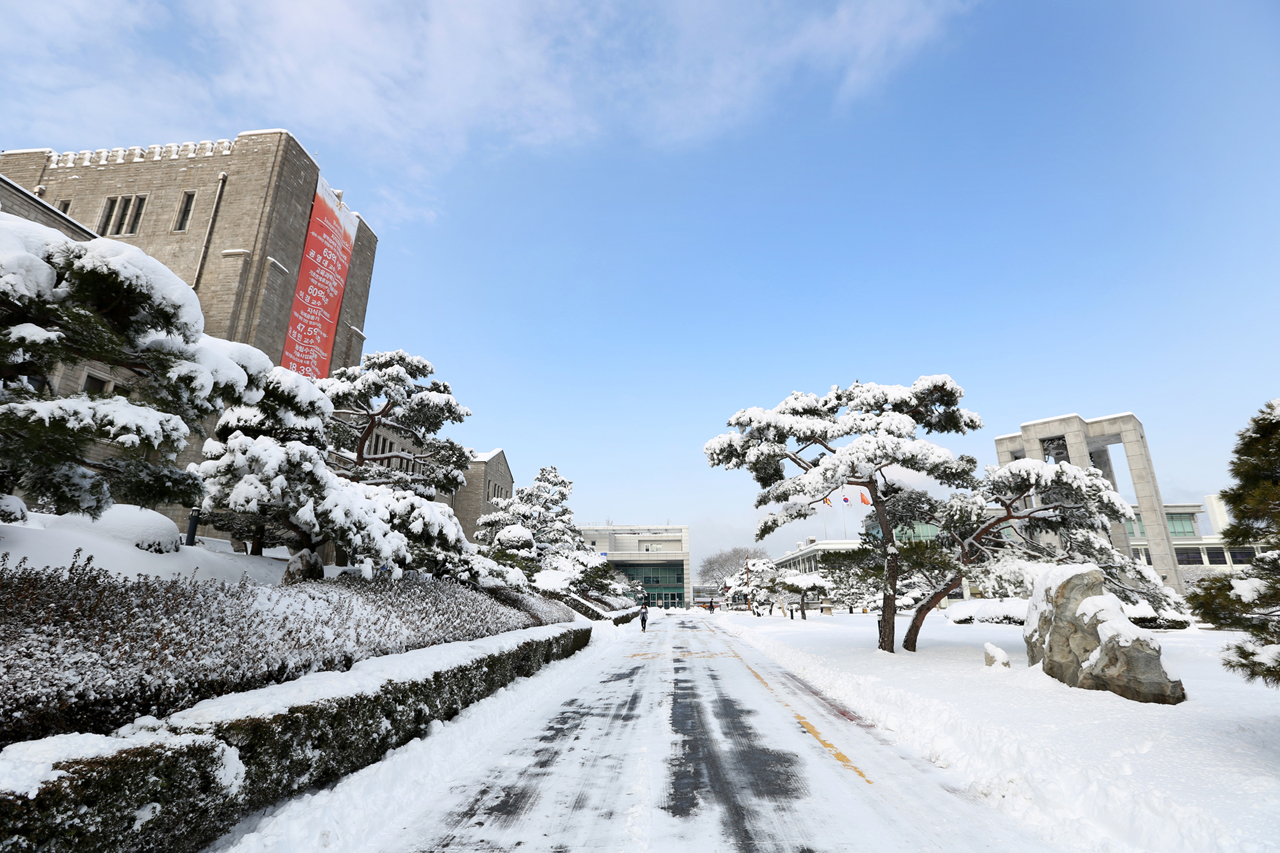
동국대학교의 겨울
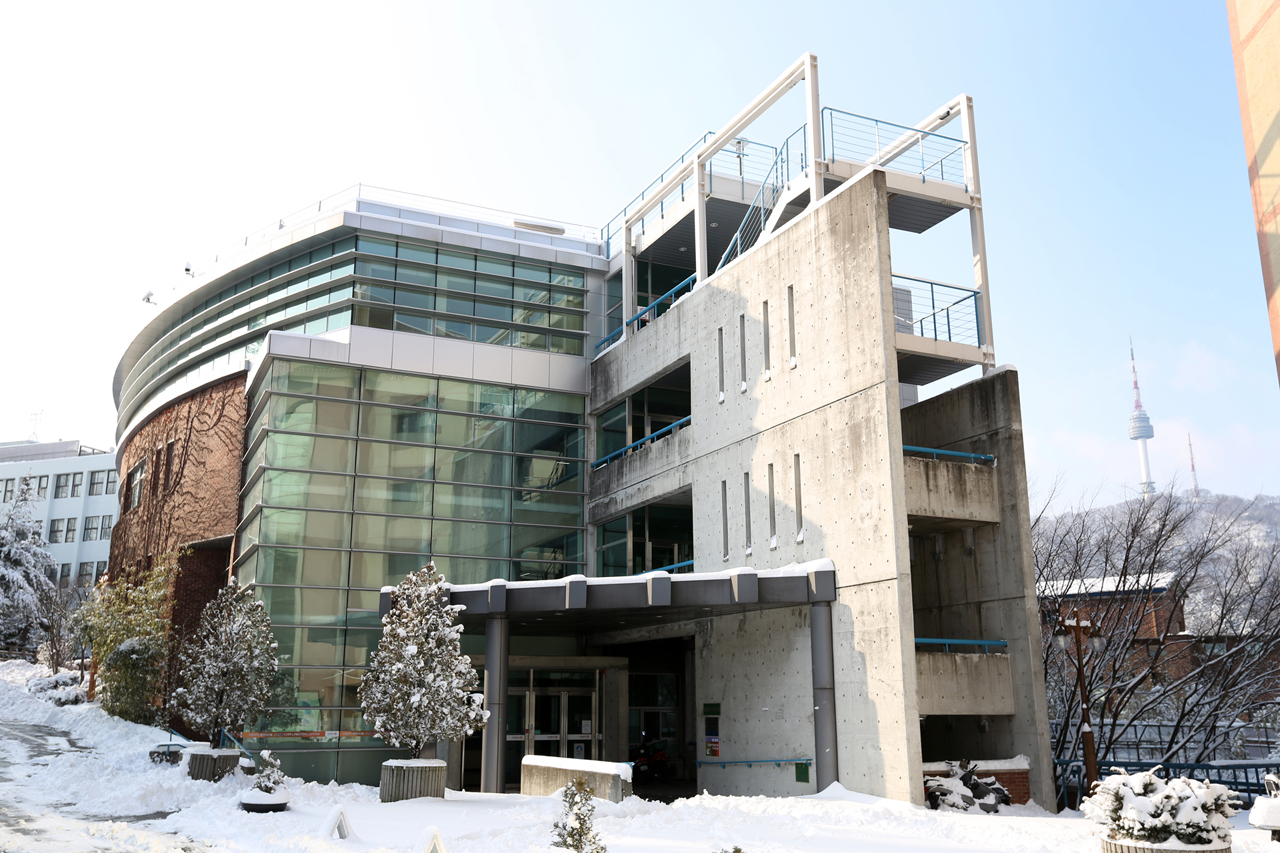
동국대학교의 겨울
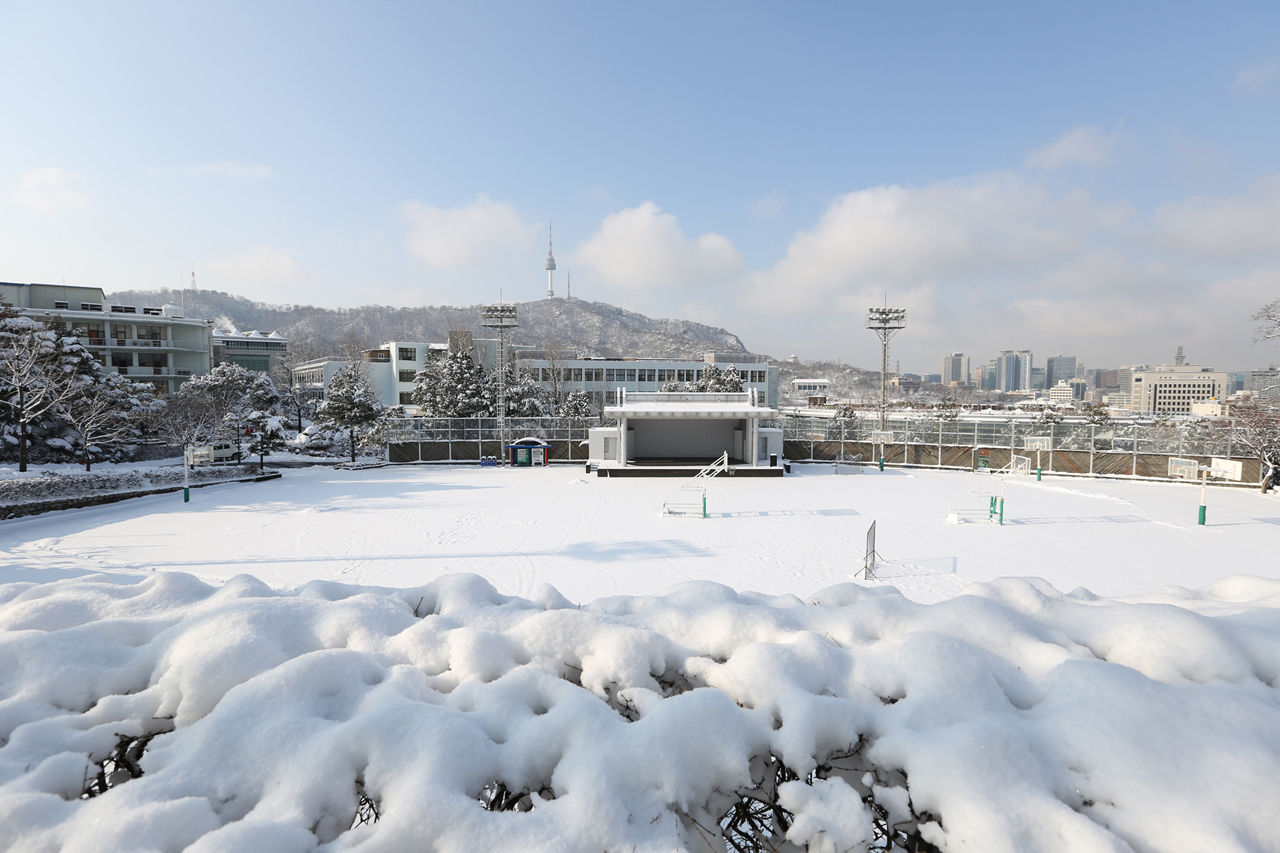
동국대학교의 겨울
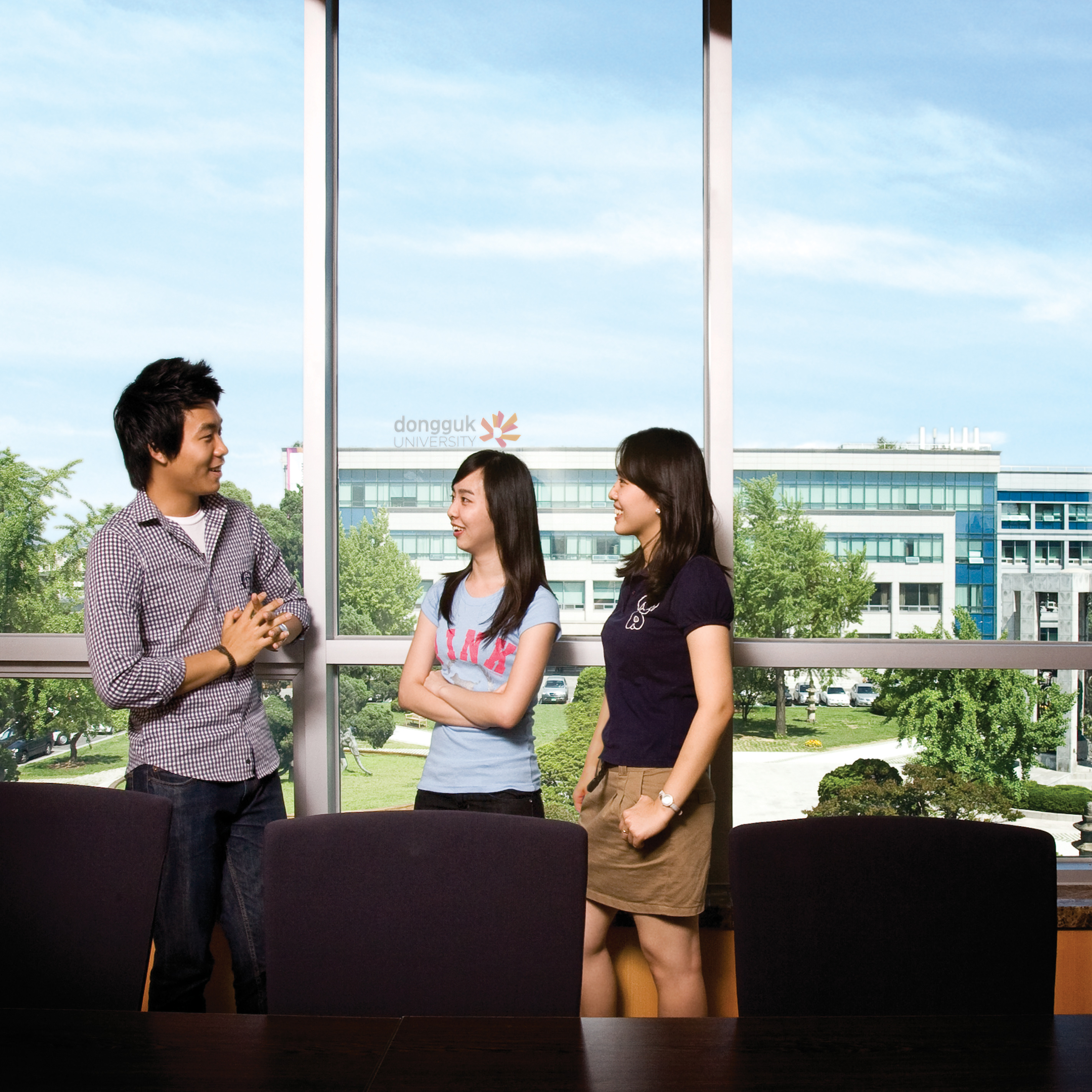
동국대학교
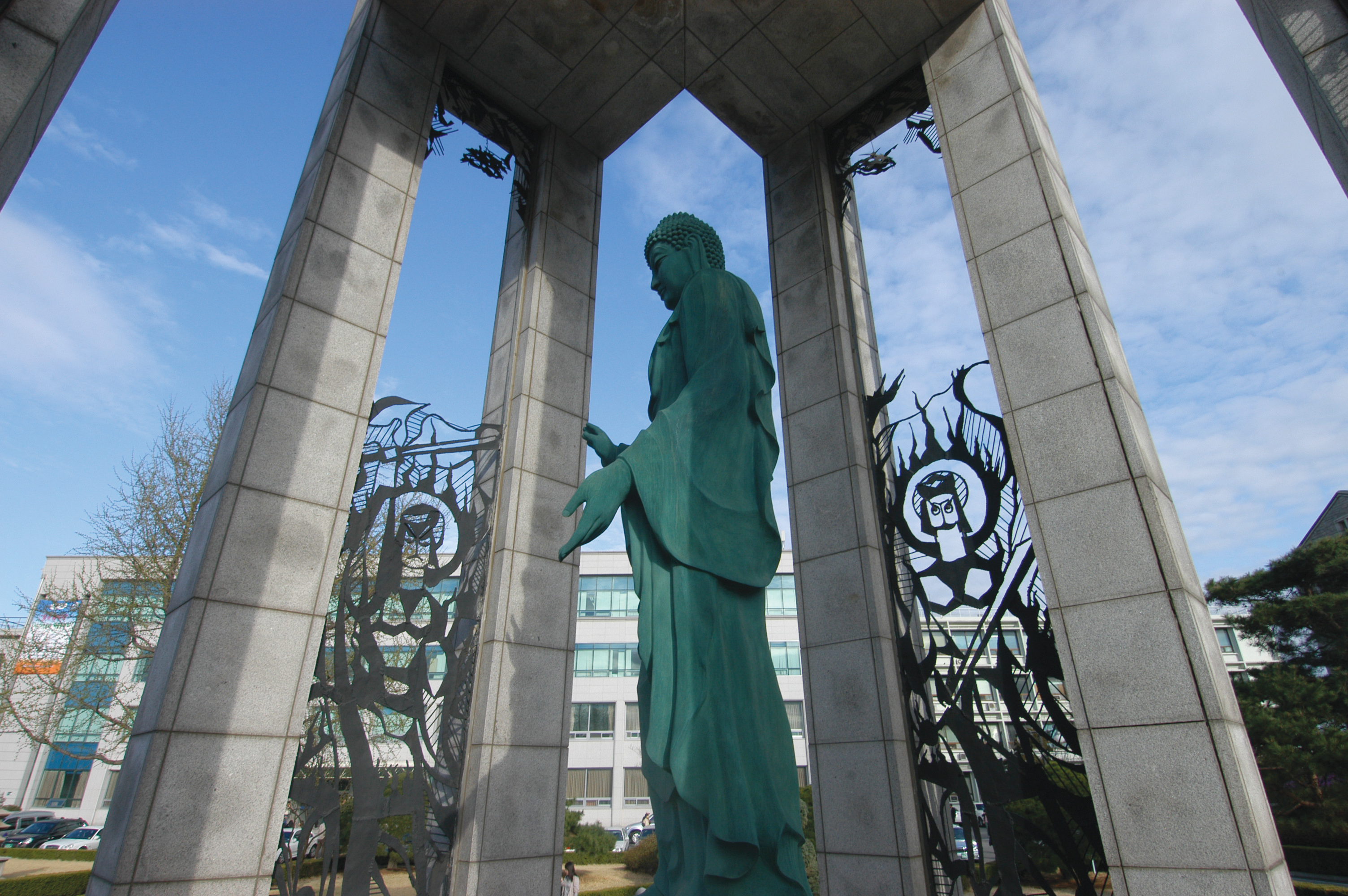
동국대학교
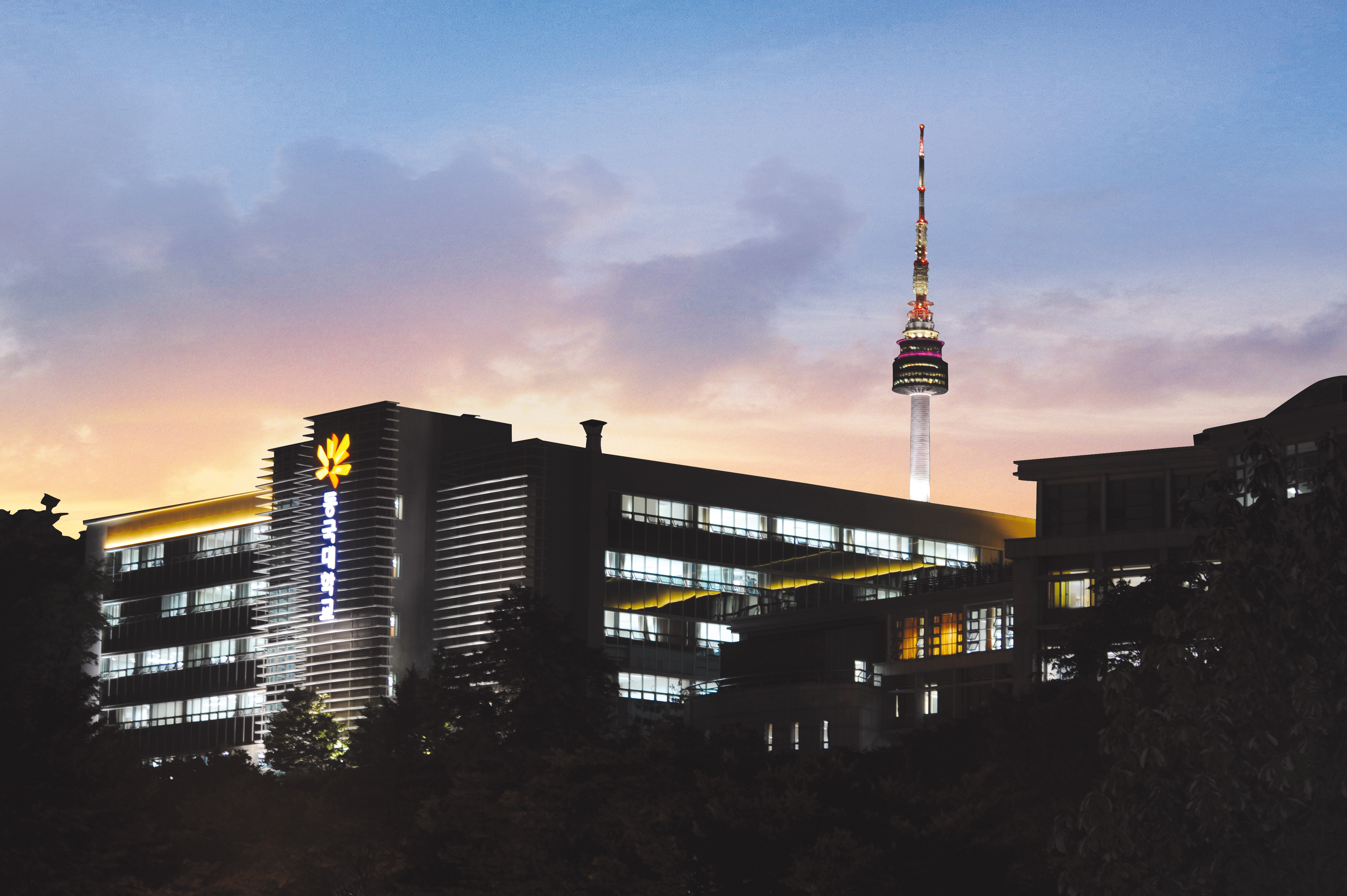
동국대학교
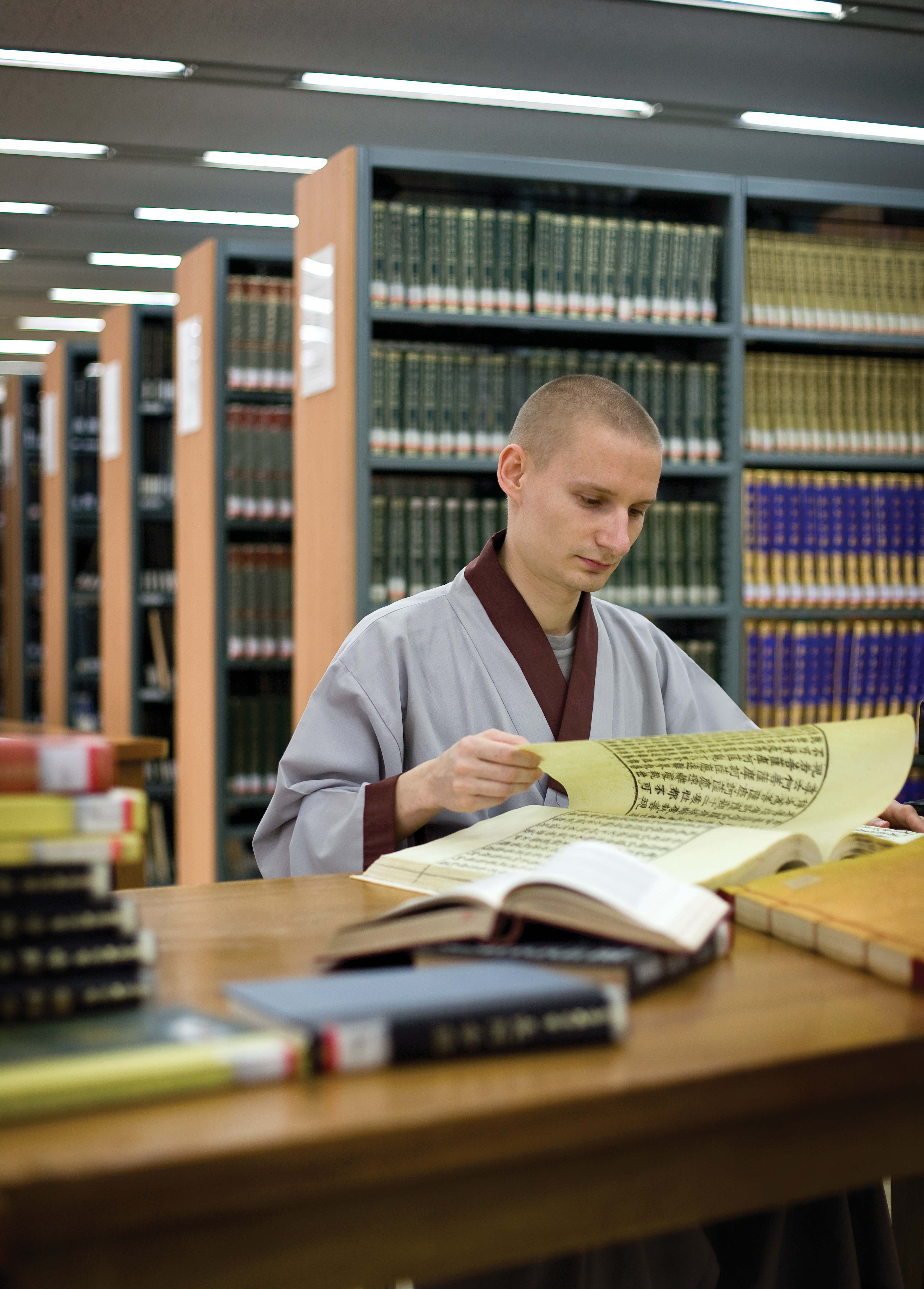
동국대학교
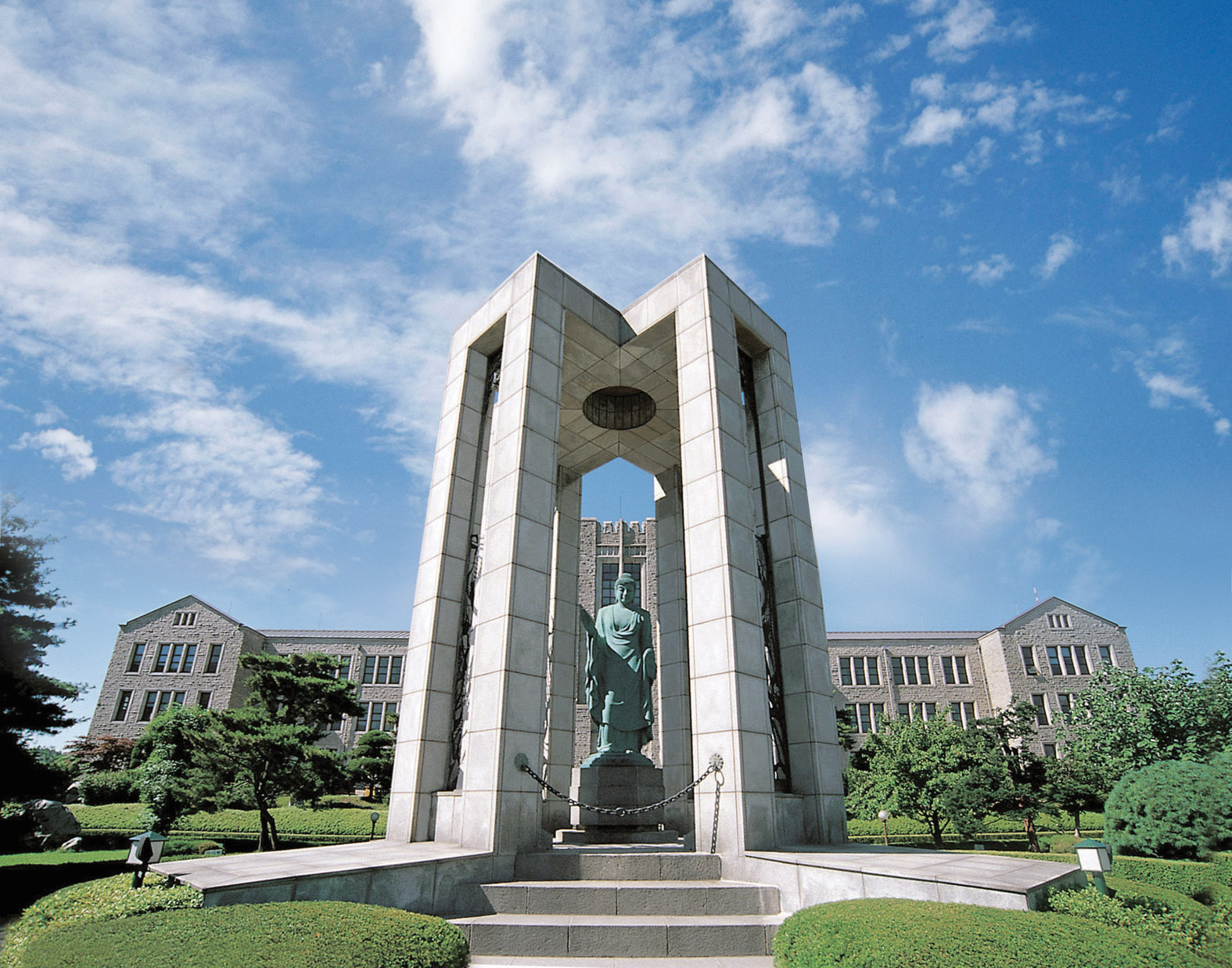
동국대학교
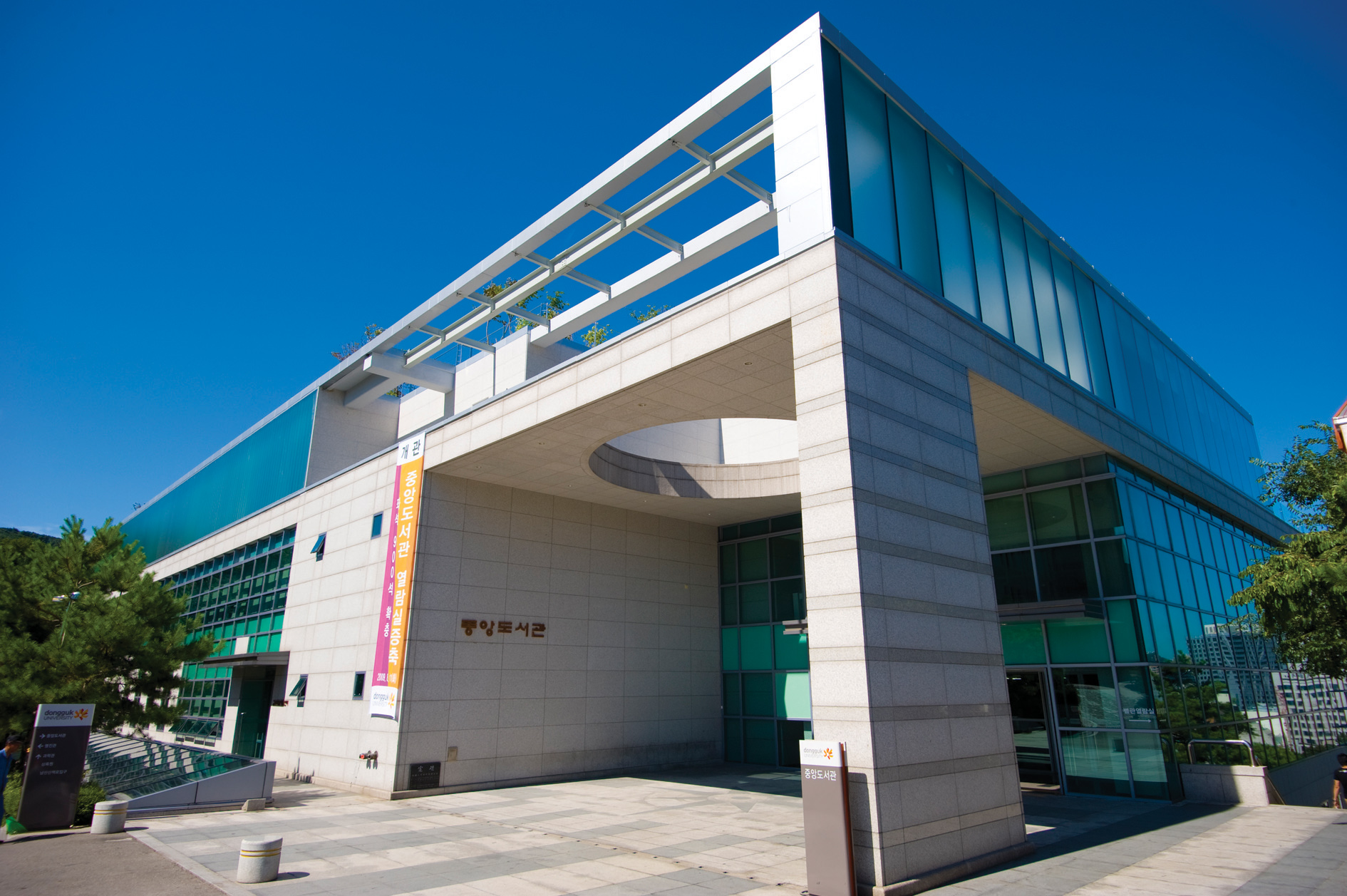
동국대학교 도서관
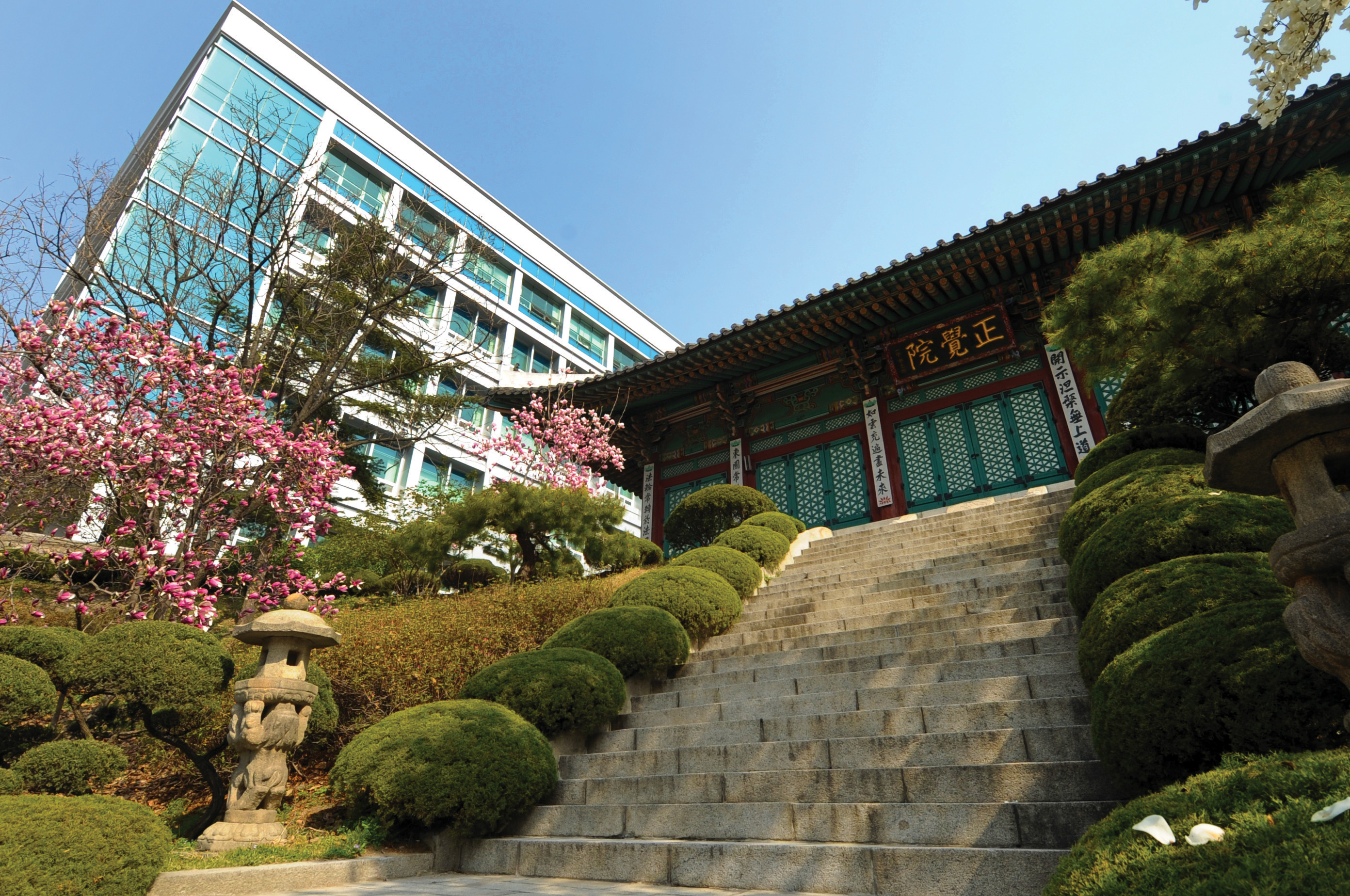
동국대학교 정각원
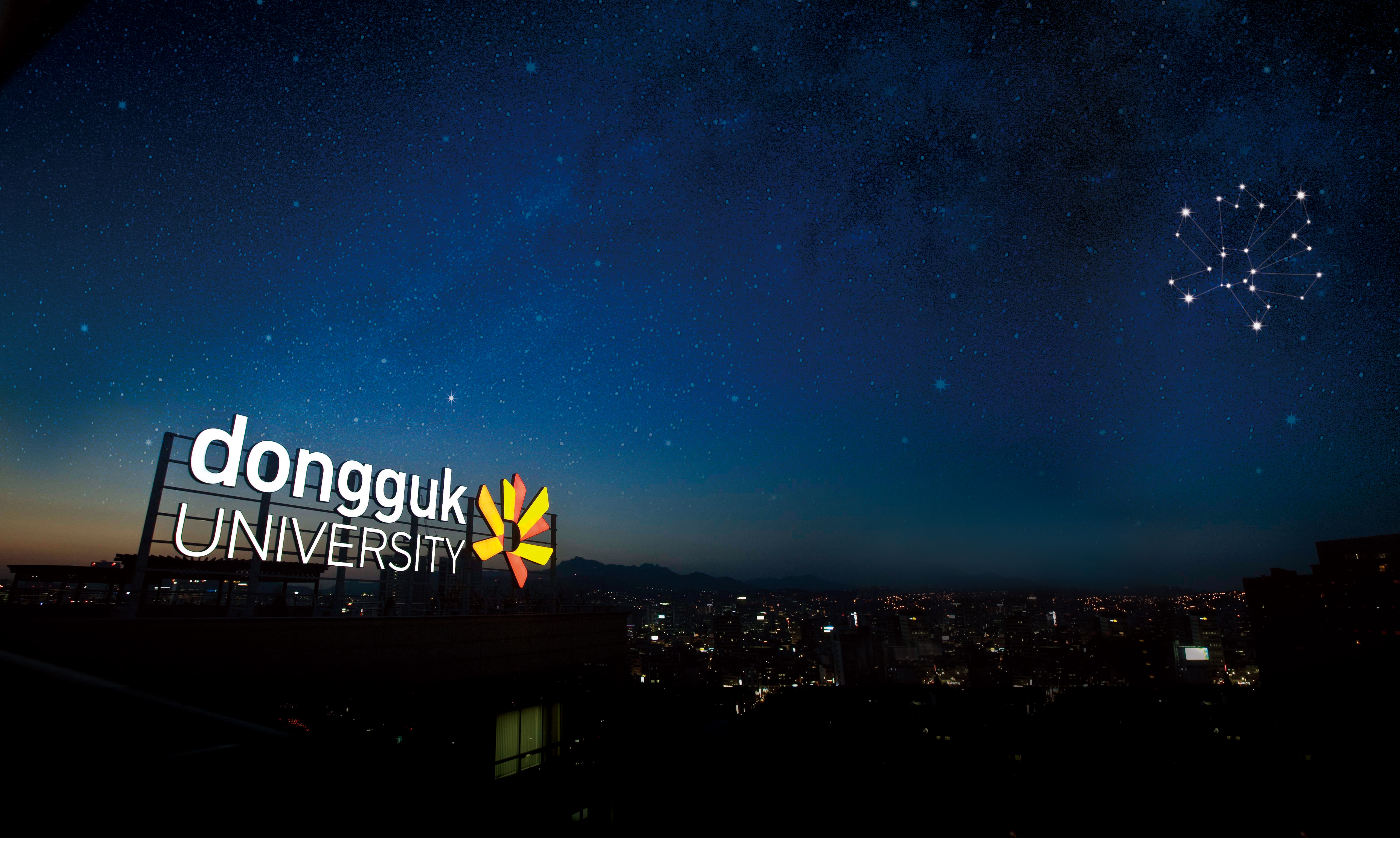
동국대학교의 밤
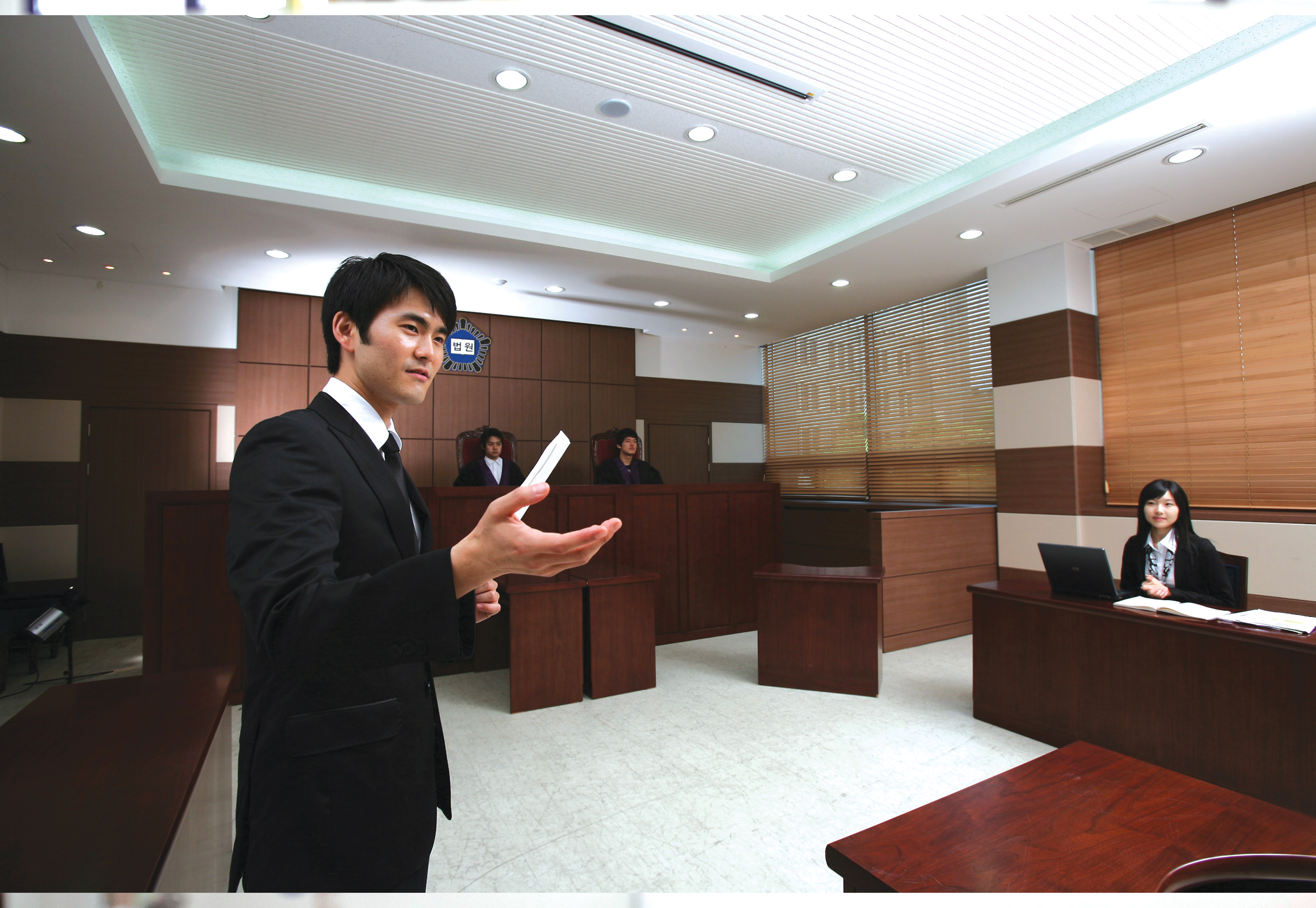
동국대학교 법과대학
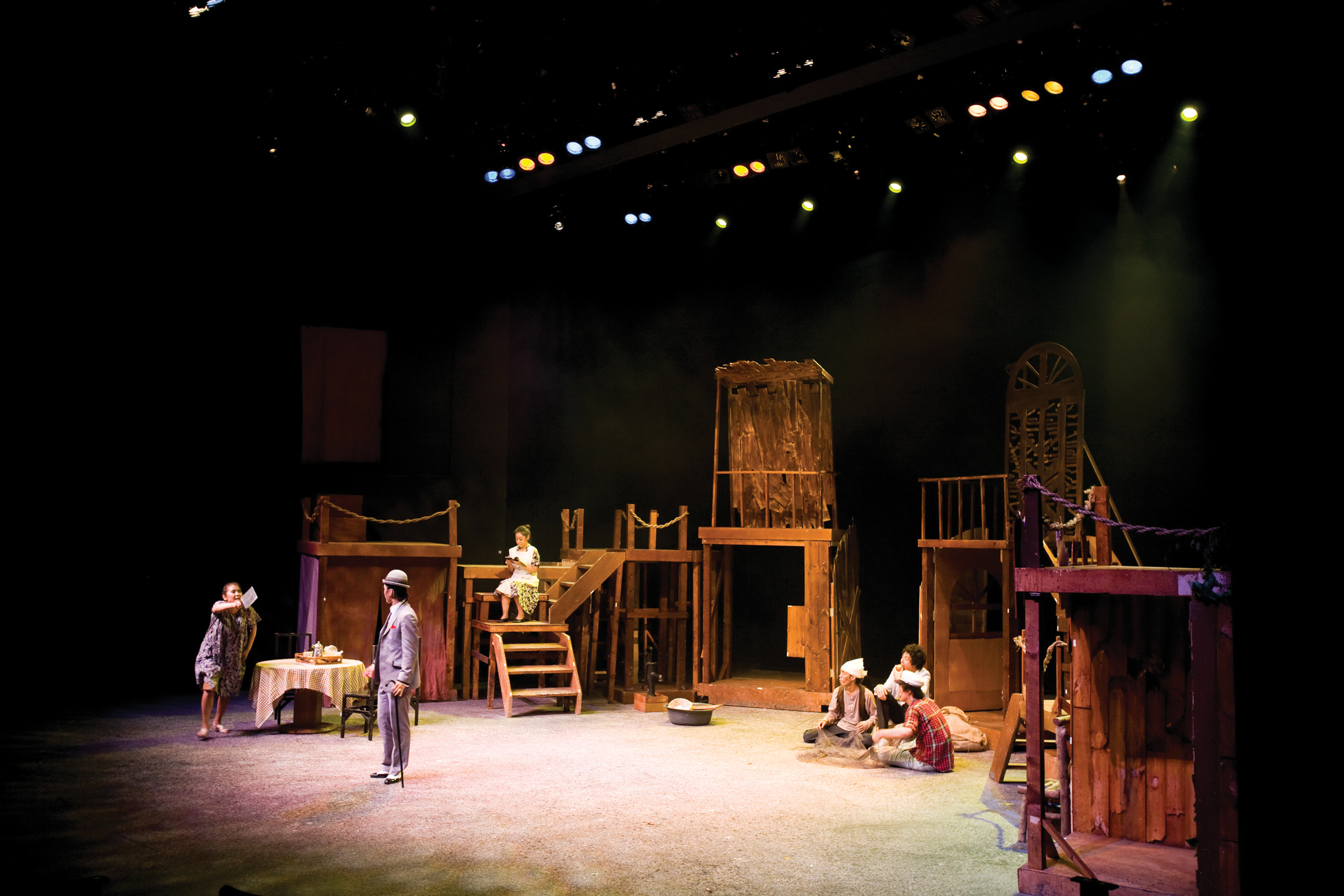
동국대학교 예술대학
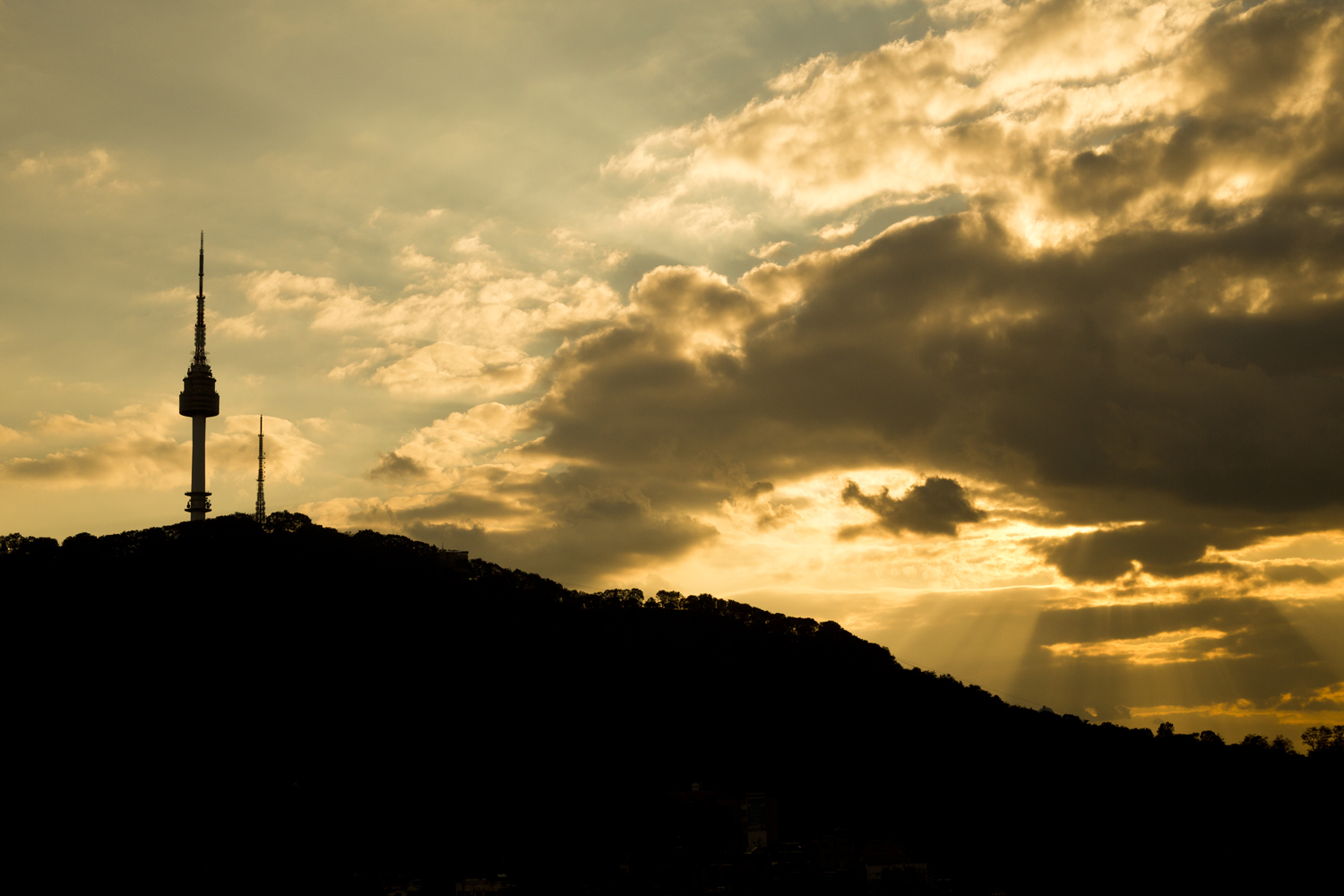
동국대학교
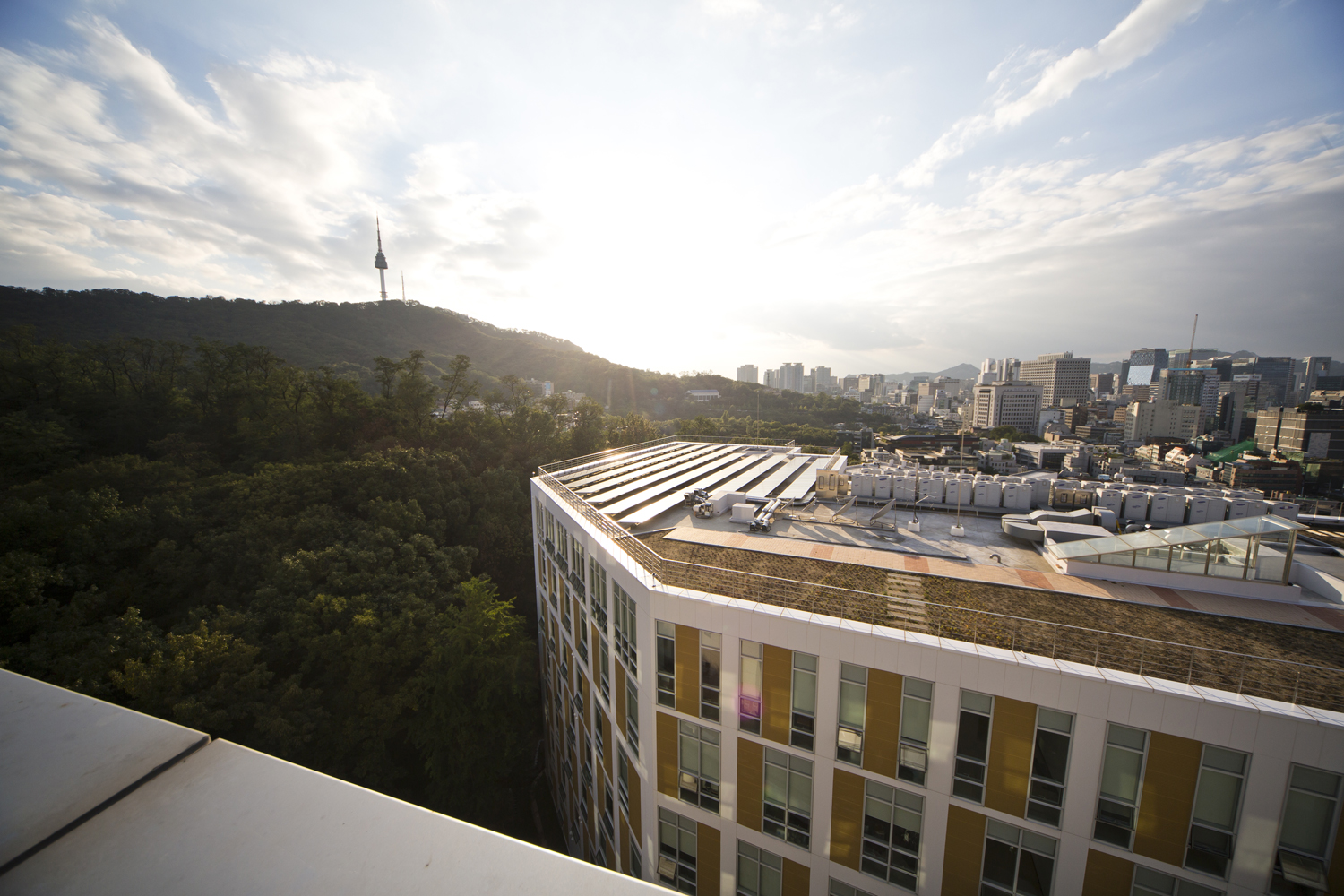
동국대학교
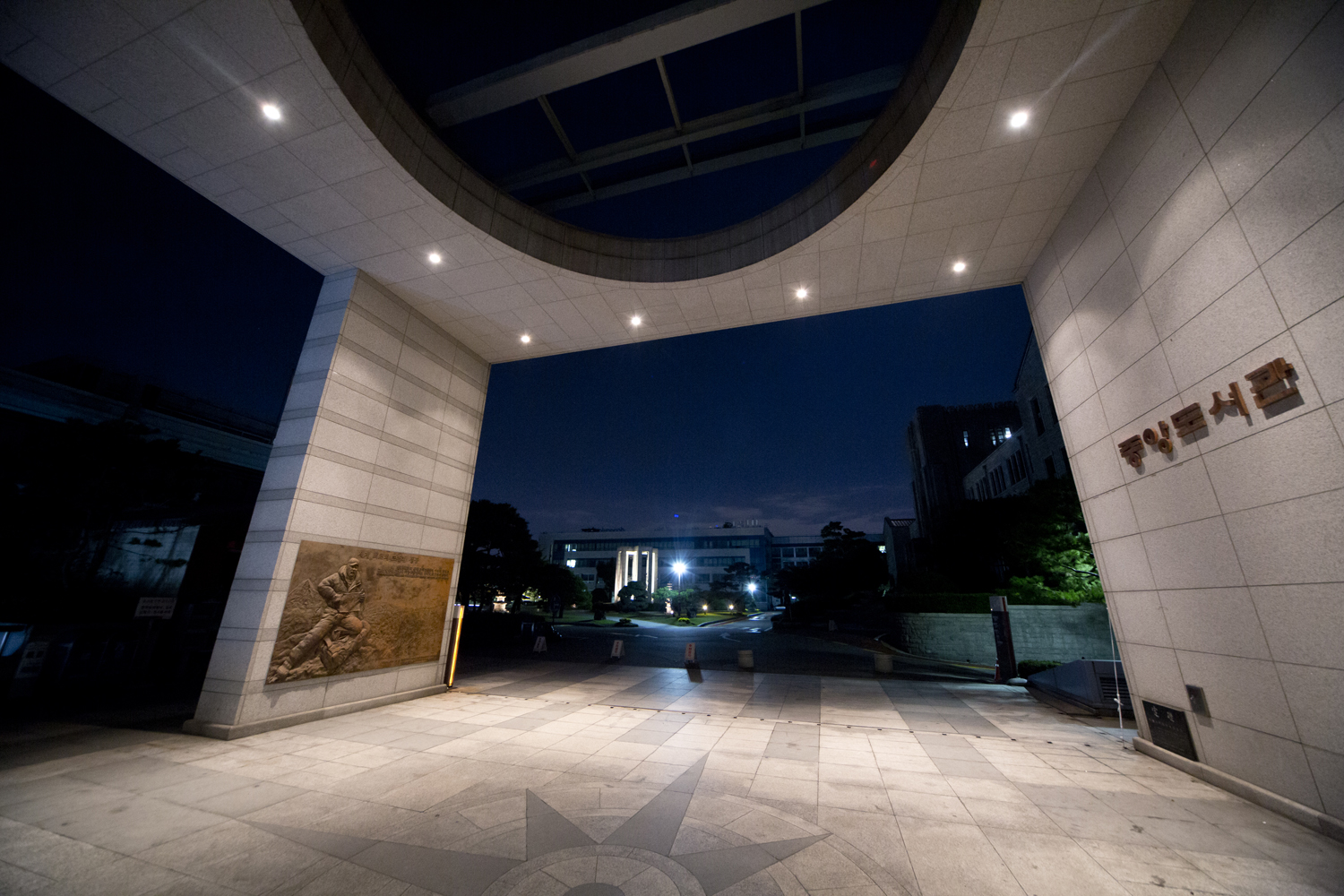
동국대학교 도서관
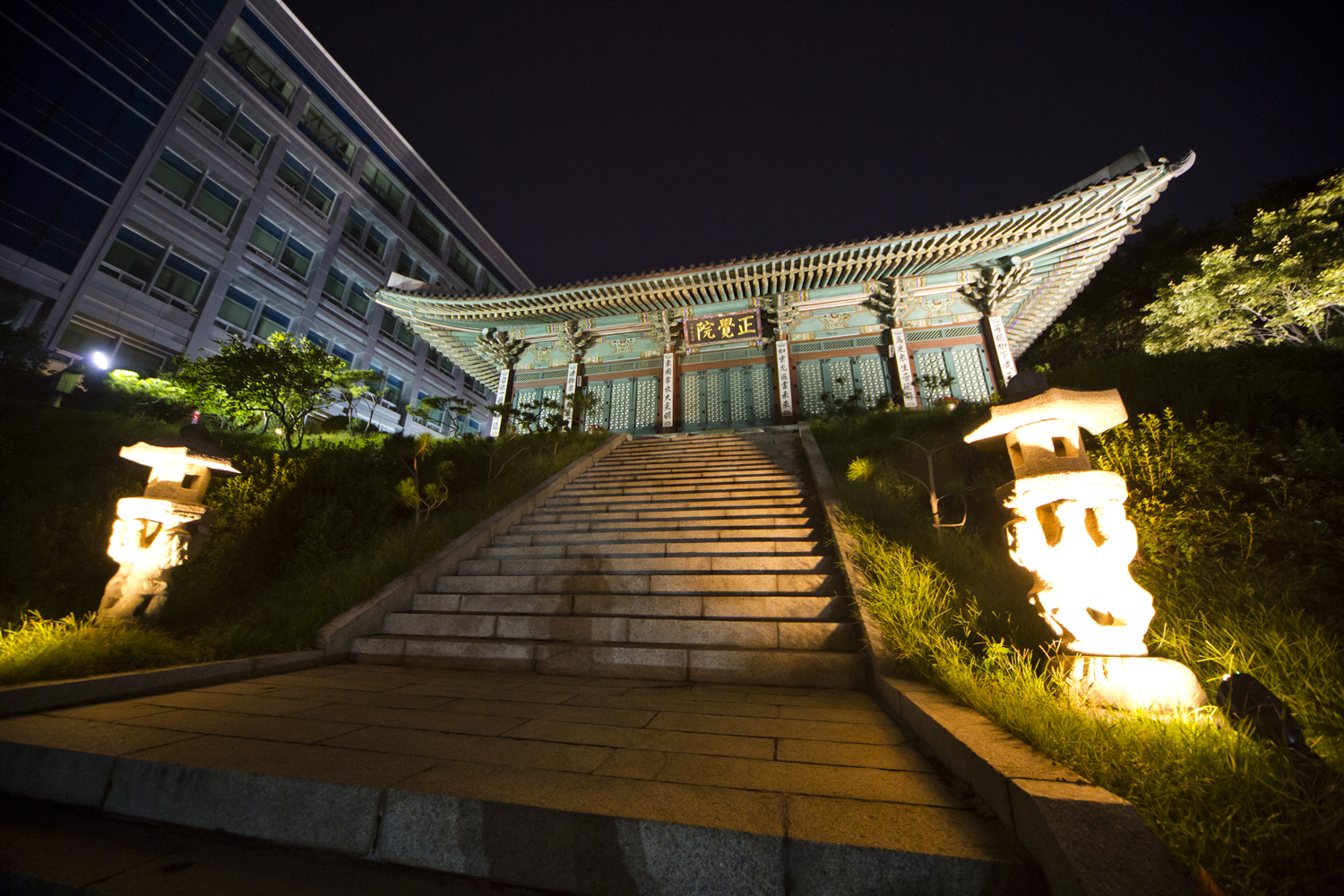
동국대학교 정각원
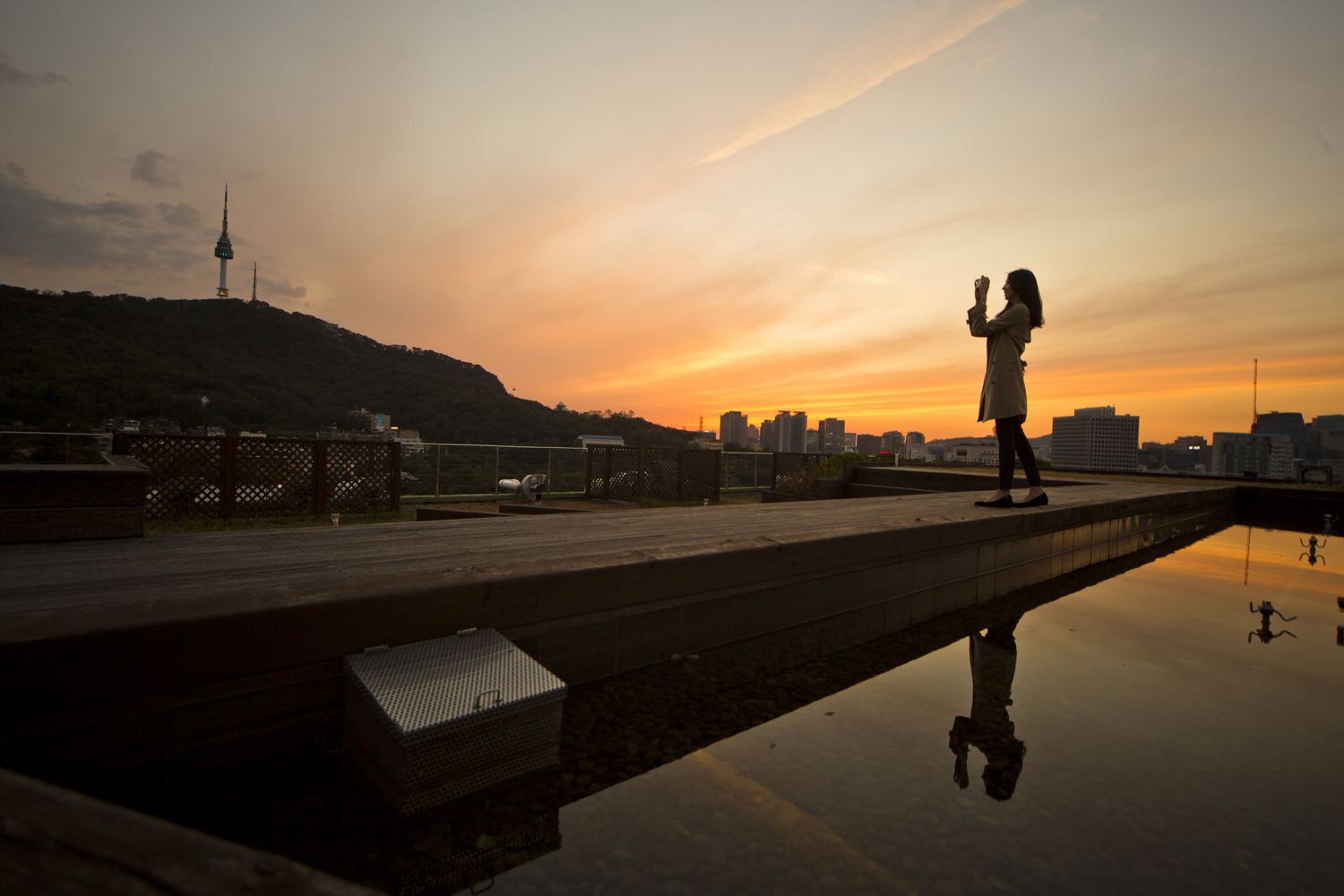
동국대학교
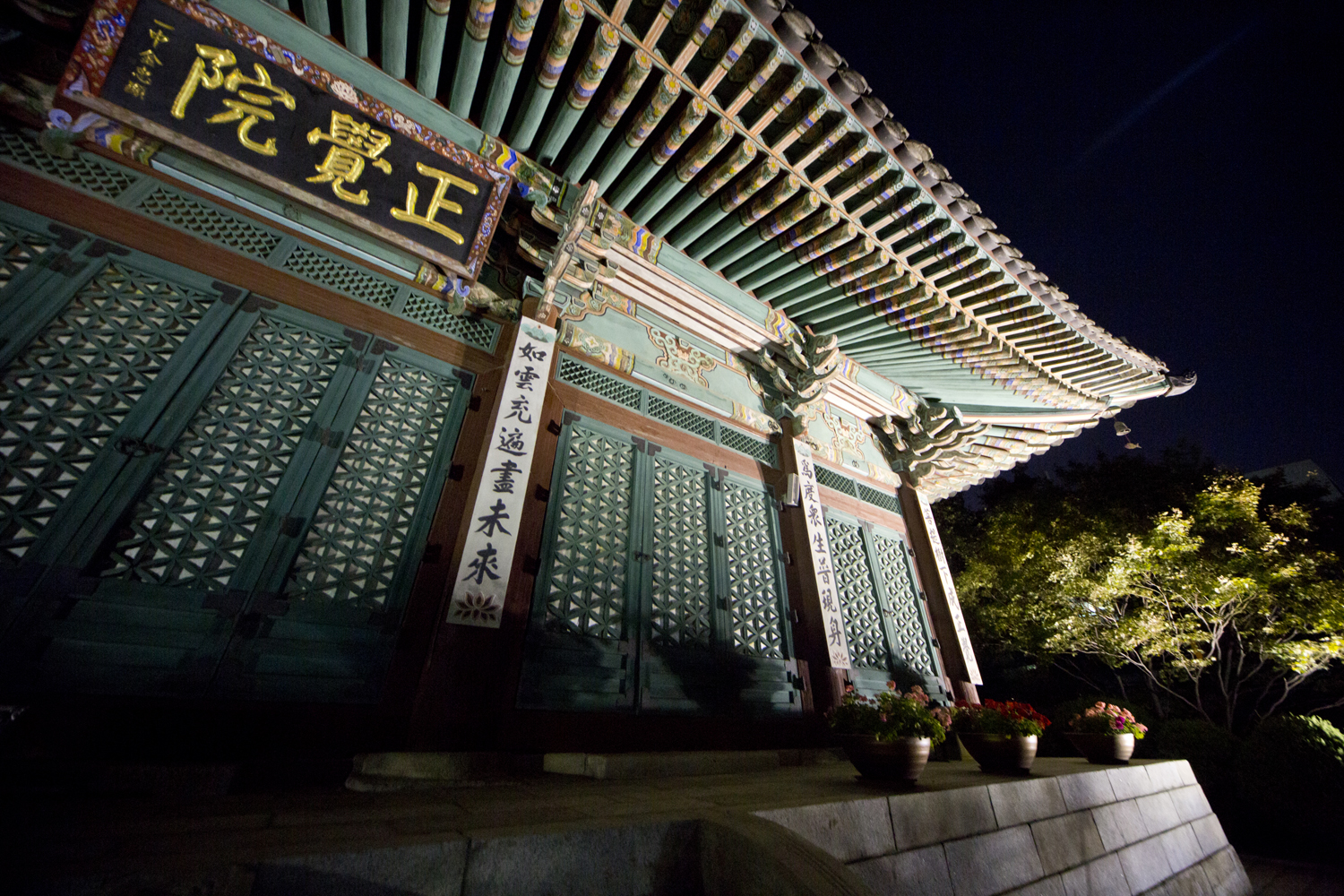
동국대학교 정각원

동국대학교(東國大學校, Dongguk University)는 대한민국 서울특별시 중구와 경기도 고양시에 본교를, 경상북도 경주시와 미국 캘리포니아주 로스앤젤레스에 분교를 둔 4년제 사립 대학으로, 1906년 불교계 선각자들이 교육구국(敎育救國)의 목표를 갖고 불교인재를 길러내고자 설립한 명진학교(明進學校)에서 시작됐다. 약칭은 동대(東大, DGU)이다.
대한제국 광무 10년인 1906년 불교연구회(佛敎硏究會)가 주체가 돼 명진학교를 세운 뒤로 1946년에 대학기관으로 승격하여 동국대학으로 됐으며, 1953년에 종합대학으로 승격돼 오늘날의 동국대학교가 됐다. 불교정신을 바탕으로 학술과 인격을 연마하고 민족과 인류사회 및 자연에 이르기까지 지혜와 자비를 충만케 하여 서로 신뢰하고 공경하는 이상 세계의 구현을 건학이념으로 삼고 있다. 상징 동물은 석가모니의 탄생 설화 가운데 어머니 마야부인의 태몽에서 따온 코끼리이고, 상징 꽃은 불교의 진리를 뜻하는 연꽃이다.
동국대학교는 민족과 인류 사회의 이상 실현에 기여할 지도적 인재뿐만 아니라 통섭 교육을 통한 다전공 지식 융합형 인재의 양성에 뜻을 두고 있다. 의학전문대학원을 운영하고 있으며, 경기도 고양시 일산동구와 성남시 분당구, 경상북도 경주시 등에 양한방 대학부속병원을 운영하고 있다. 또한 경영학 학부 및 대학원은 국제경영대학발전협의회로부터 경영교육 국제인증을 받았다. 강원특별자치도 인제군 북면에 있는 동국대학교 만해마을캠퍼스교육원은 매년 만해대상을 수여하는 만해축전을 개최하며, 국내외 문인들의 창작촌 등으로 운영되고 있다.

## 역사

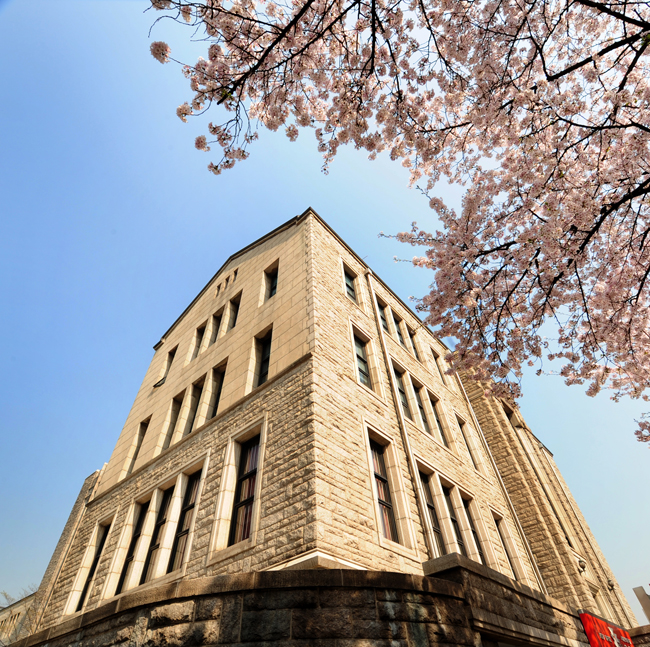
동국대학교 학내에서 가장 오래된 건물인 명진관

### 1906년 ~ 1953년
동국대학교의 역사는 대한제국의 2년제 명진학교(明進學校)부터 시작한다. 대한제국 시기에 황실의 안녕을 기원하고 전국의 사찰을 총괄하기 위해 창건한 원흥사가 1904년 사사관리서의 폐지에 따라 기능을 잃자, 1906년 5월 8일 불교연구회가 주체가 돼 불교 교육만을 맡는 명진학교를 세웠다. 그 뒤 명진학교는 1910년에 3년제 불교사범학교(佛敎師範學校)로 전환했다. 1914년에는 불교고등강숙(佛敎高等講塾), 1915년에는 중앙학림(中央學林)이라는 이름을 가졌다. 1919년 9월 30일 3·1 운동을 주도했다는 이유로 일본 제국에 의해 강제로 폐교됐으나, 1924년에 전국 사찰에서 601,425원을 기부하여 재단법인 조선불교 중앙교무원을 설립했고 1928년에 불교전수학교(佛敎專修學校)의 설립을 허가받아 개교했다. 1930년에는 중앙불교전문학교(中央佛敎專門學校)로 승격됐으며 1940년에는 재단법인의 이름을 재단법인 조선불교 중앙교무원에서 재단법인 조계학원으로 바꾸고 학교의 이름도 혜화전문학교(惠化專門學校)로 이름을 바꾸었다. 그 뒤 1944년 5월 30일 일본 제국의 전시동원령에 따라서 다시 한 번 강제로 폐교를 당했다. 1945년 10월 27일 다시 혜화전문학교를 열었으며, 1946년 9월 20일에는 동국대학(東國大學)으로 승격됐다.
동국대학교가 지금의 이름을 갖게 된 이유로는 다음과 같은 이야기가 전해진다. 1946년 9월 20일 혜화전문학교가 동국대학으로 승격될 때 교명으로 제시된 안 중에는 '고려', '동국', '조선'이 들어 있었다. 최종 결정 과정에서 논란이 많았지만, 광복 전부터 국문과에서 교편을 잡으며 명강의로 인기가 높았던 무애 양주동 교수의 의견이 반영되어 ‘햇빛 밝은 동쪽의 아침 나라’라는 뜻을 담은 ‘동국’으로 교명이 채택되었다는 이야기가 있다.
한국 전쟁 기간인 1951년에는 1·4 후퇴로 인해 지금의 부산광역시 중구 신창동에서 피란 학교를 열었고, 1953년 9월에 다시 원래의 자리로 돌아왔다. 1953년에 4년제 종합대학으로 승격돼 오늘날의 동국대학교(東國大學校)가 됨과 동시에 대학원이 설치됐다.

### 1954년 ~ 1980년
동국대학교는 과거 대한민국을 대표하는 3대 사학으로, 1970년대 후반까지 연세대학교, 고려대학교와 어깨를 나란히 했던 적이 있다. 1956년 3월에 학내에서 가장 오래된 건물인 명진관을 착공하였으며, 그 해 12월 30일 공사를 마쳤다. 1965년에는 은석국민학교를 인수하였으며, 이어 1966년에는 흥국중･고등학교를 인수해 1967년에 동국중･고등학교로 이름을 바꾸었고, 금산중･상업고등학교와 명성여자중･고등학교를 인수하였다. 또한 1967년에는 행정대학원을 새로 만들었다. 1978년에는 경주에 분교를 설립하였고, 1979년 개교해 교세를 확장하였다.
한편 동국대학교는 대한민국의 민주화 운동에도 적극적으로 참여하였다. 1960년 4·19 혁명에 참여하였고, 그 과정에서 경찰이 발포하여 노희두 법학과 3학년 학생이 사망하기도 하였다. 1960년 11월 25일에 4·19 혁명 당시 산화한 학생들을 추모하기 위하여 동우탑을 설치하였다. 1965년에는 한일기본조약의 체결에 반대하며 6·3 항쟁에 나섰고, 그 과정에서 1965년 4월 13일에 김중배 농학과 2학년 학생이 경찰의 곤봉에 맞아 두개골 골절로 사망하였다.

### 1981년 ~ 2000년
1970년대 중반 시작된 학내분규 및 종단분쟁이 1980년대까지 이어졌고, 혁신보다는 전통적인 가치에만 몰두하는 사이에 성장이 더뎌져 교세가 다소 위축되었다. 1991년에는 재정난 타개를 위하여 채권자들을 상대로 학교채를 발행하였으나, 저조한 판매 실적으로 인하여 1995년 발행을 중단하였다.
1982년 문리과 대학을 문과대학과 이과대학으로 개편하여 문이과의 균형잡힌 분과 학문 체제를 구축하였다. 1983년 한의과대학부속 경주한방병원을 개원하였으며, 1988년에 포항기독병원을 인수하여 포항병원을 개원하였고 동국대학교 의료원을 개설하였다. 1989년에는 동국한방병원을 개원하여 의료 및 한방 계열에서 발전을 이룩했으며, 1991년에는 의과대학부속 경주병원을 열었다. 또한 교육부의 BK21 인문사회분야 사업에서 불교학과의 불교문화사상사 교육·연구단이 선정되었고, 핵심분야에서 전자공학과, 화학과, 토목환경공학과, 화학공학과, 연극영화학과 사업팀이 선정되기도 했다.

### 2001년 ~ 현재
2005년 9월 동국대학교는 광주 비엔날레 공동 예술감독을 지낸 신정아를 문화예술대학원 조교수로 특별채용했는데, 신정아의 예일 대학교 박사 학위가 위조된 것으로 드러났다. 2007년 7월 동국대학교는 예일 대학교에 신정아의 박사 학위 취득 여부를 확인해 달라는 공문을 보냈고, 7월 11일 학위가 허위이며 예일 대학교 학생으로 등록한 기록도 없다는 회신을 받았다. 이뿐만 아니라 캔자스 대학교 학사 및 석사 학위도 위조된 것이며, 임용 과정에 비리가 있었다는 의혹이 제기됐는데 채용 당시 신정아의 학위에 대한 진위 논란이 있어 동국대학교는 예일 대학교와 캔자스 대학교에 진위를 묻는 공문을 보냈는데 캔자스 대학교로부터는 답변을 받지 못하고 예일 대학교로부터는 박사 학위가 맞다는 답변을 받아 이를 믿고 신정아에게 학사와 석사 시절의 성적증명서를 받지 않아 박사 학위 사본 외에 학위를 입증할 어떠한 문서도 받지 않은 것으로 드러났다. 임용 당시 예술대학의 교수들이 신정아의 학력 위조 의혹을 제기했지만 동국대학교 측은 이를 묵살하고 문화예술대학원에 배치했다가 6개월의 휴직 기간을 거쳐 교양교육원으로 소속을 변경했고, 2007년 2월 15일에 열린 학교법인 동국대학교 제226차 이사회에서 장윤 이사를 중심으로 신정아의 박사 학위 위조와 논문 표절을 보여주는 각종 진술서와 논문 목록 등의 증거자료가 제출됐지만 이 또한 재단과 동국대학교 측이 무시했으며, 오히려 동국대학교 측이 추가 검증을 시도조차 하지 않다가 5월 29일에 열린 제228차 이사회에서 장윤 이사를 해임했다. 동국대학교는 7월 20일 신정아를 파면하고 검찰에 고소·고발했다. 신정아는 시사IN과의 인터뷰에서 예일 대학교 등록금을 내고 인터넷 강의를 들었으며 논문 주제발표 과정을 거쳐 졸업했다고 주장했으나 인터넷 강의를 통한 학업 이수는 불가능하며 당시 예일 대학교에는 논문 주제발표 과정이 없는 것으로 드러났다.
예일 대학교는 7월에 동국대학교로 보냈다는 신정아의 학위 증명 서류는 모두 거짓이며 동국대학교로부터 학위 검증과 관련된 공문을 받지 못했다고 주장했으나, 9월 3일 동국대학교 측의 확인 결과 예일 대학교가 학력 조회 요청 문서를 수령한 것으로 밝혀졌다. 또한 12월 27일에는 동국대학교 측이 기자회견을 열고 예일 대학교가 신정아 채용 당시 예일 대학교에서 보내온 학위 증명 서류가 진본이 맞다고 인정했으며 자신들의 잘못을 시인하고 유감을 표명했다고 밝혔다. 예일 대학교는 2008년 2월 1일 리처드 레빈 당시 총장 명의로 동국대학교에 전자 우편으로 공식 사과서한을 보냈다. 동국대학교는 3월 24일 예일 대학교의 불법행위로 동국대학교의 명예가 심각하게 훼손당했다며 미국 코네티컷주 지방법원에 5000만 달러 상당의 손해배상을 청구하는 민사소송을 제기했고, 예일 대학교는 3월 28일 실수로 벌어진 일이었다며 손해배상 소송에 대응할 것이라고 밝혔다. 예일 대학교는 8월 28일 미국 법원에서 열린 1차 화의조정에서 10만 달러를 들여 일간지에 사과문을 올리고 동국대학교에 세계적인 교육 협력 제도를 제공하겠다고 제안하며 공식 사과를 제의했으나 9월 18일 동국대학교는 제의를 거부하고 승소를 통해 명예회복을 하겠다고 밝혔다. 예일 대학교는 동국대학교의 소송에 대해 기각신청을 냈지만 코네티컷주 지방법원은 2009년 2월 24일 예일 대학교의 기각신청을 기각했다.
2012년 6월 8일 코네티컷주 지방법원은 1심 재판에서 예일 대학교가 고의로 학위 취득 사실을 잘못 확인해주었다는 증거가 부족하다며 동국대학교의 청구를 기각했다. 동국대학교는 7월 5일 소송을 완전히 기각한 1심 판결의 진행과정과 그 결과가 매우 이례적이고 비정상적이라며 코네티컷주 연방법원에 항소했으나, 2013년 8월 15일 미국 연방항소법원은 동국대학교 측이 수백만 달러의 기부금을 잃고 법학전문대학원 유치에 실패했다고 했지만 예일 대학교가 악의가 있었다는 것을 입증하지 못했고, 예일 대학교 행정직원들이 학위 취득 서류가 잘못됐다는 사실을 인지하고 있었다는 증거가 없다며 동국대학교의 항소를 기각했다. 예일 대학교는 판결이 확정된 뒤 동국대학교를 상대로 미국 법원 판결에 따른 소송비용을 지급하라며 소송을 냈고, 서울중앙지방법원은 2014년 12월 2일 예일 대학교가 지출했던 소송비용 29만 7천 달러를 예일 대학교 측에 지급하라고 판결했다.
2005년 9월 27일에는 일산 동국대병원과 한방병원의 개원식을 가졌다. 2006년에 개교 100주년 기념식을 개최하였으며, 서정주 시인이 서거 전 미리 써 모교에 헌정한 '동국백주년 기념축시'를 공개했다. 또한 경영전문대학원 설립 인가를 받아 2007년 경영전문대학원을 개원하였다. 동국대학교 WISE캠퍼스는 2009년부터 2012년까지 4년 연속으로 교육과학기술부 대학교육역량 강화사업 지원 대학에 선정되었다. 2008년에는 동국대학교 동문이자 의정부시 영석고등학교의 재단 학교법인 영석학원 이사장 안채란 여사가 학교법인 영석학원을 동국대학교에 기부했고, 2011년 동국대학교 사범대학 부속 영석고등학교로 교명을 변경하였다.
1970년대부터 1980년대까지 교세가 다소 위축되었으나, 무관심이나 패배 의식에 젖어서는 안 된다는 판단아래 2011년 ‘제2 건학’ 운동이 동문을 중심으로 생겨나면서 총동창회, 모교, 재단, 종단이라는 4개의 수레바퀴, 즉 4륜동진(四輪同進)의 길에 나서 옛 명성을 되찾는 데 힘을 모으자는 다짐을 밝혔다.
2010년 2월 27일에는 키자니아 서울 내 '마술학교'와 '연기학교', '극장' 체험관을 개장하였다. 2010년 5월 28일 약 1,500억원의 자금으로 경기대학교의 인수를 노렸지만, 6월 7일 경기대학교 임시이사회가 인수의향서를 부결시켜 인수가 무산됐다. 2012년 7월 25일에는 4년간의 준비과정 끝에 경영학 학부 및 대학원의 모든 과정에 국제경영대학발전협의회로부터 경영교육 국제인증을 받았다. 2016년 4월 8일 대학 특성화의 일환으로 기존에 사회과학대학에 있었던 경찰행정학과가 단과대인 경찰사법대학으로 확대, 개편되면서 경찰행정학과가 경찰행정학부로 개편됐다. 이어 7월 5일에 전국 대학의 경찰학 관련학과 교수들의 모임인 경찰학 교육협의회를 세우고 경찰학과 범죄학 등의 발전을 논의하기로 했다. 2017년 5월 1일에 열린 개교 111주년 기념식에서 기존의 교훈인 섭심, 신실, 자애, 도세(攝心, 信實, 慈愛, 度世)를 대신할 새로운 교훈으로 지혜, 자비, 정진(智慧, 慈悲, 精進)을 선포했다.

## 교육

### 교육 목적

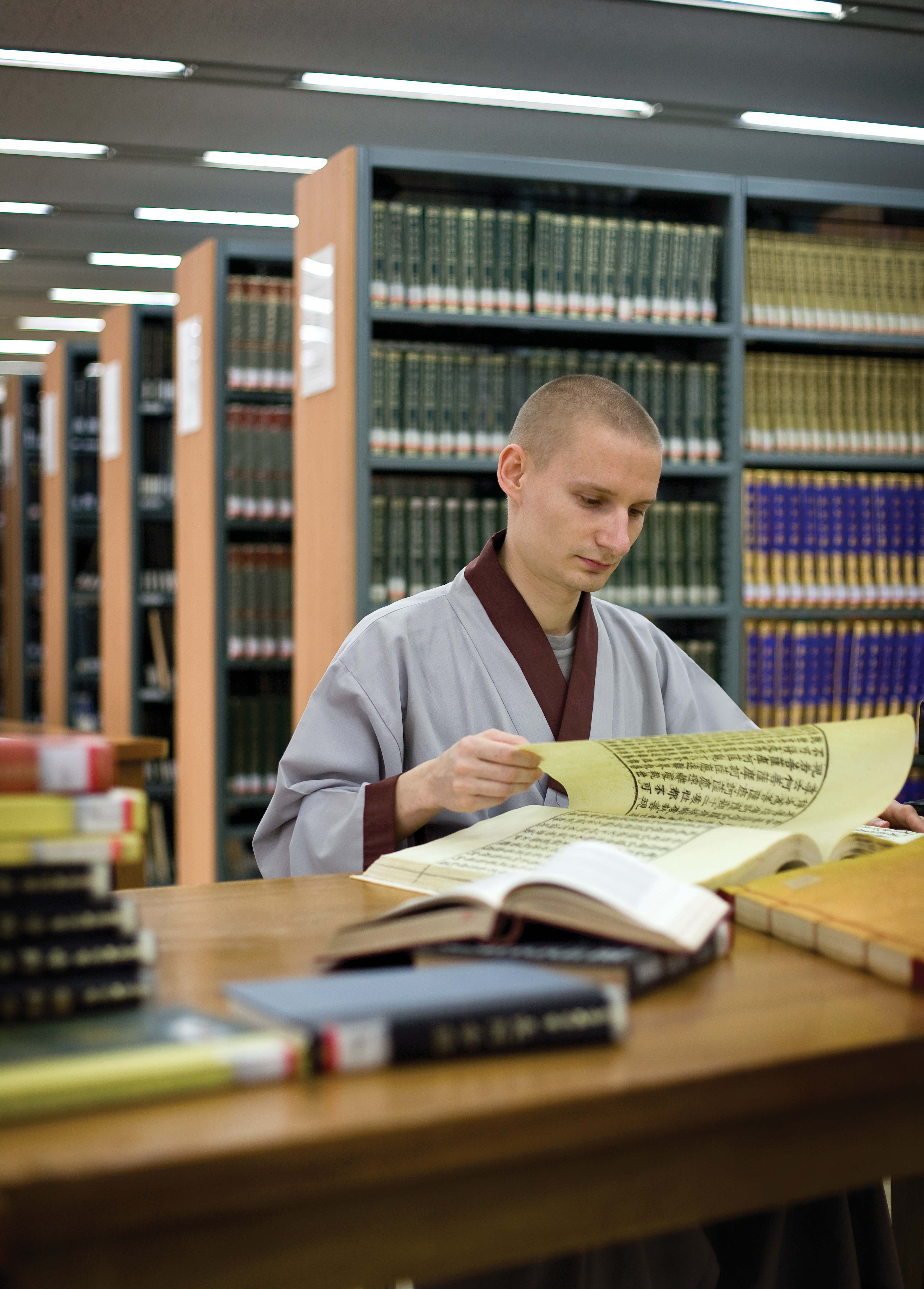
동국대학교 중앙도서관 안의 모습

동국대학교는 학술의 이론과 응용방법을 연구교수하여 불교를 비롯한 한국의 문화의 세계화를 노력해 민족과 인류 사회의 이상 실현에 기여할 지도적 인재의 양성을 목적으로 하고 있다. 2006년 5월 8일 열린 개교 100주년 기념식에서는 교육 인프라의 확충 등에 힘써서 교육과 연구 양면에서 모범이 되는 대학, 세계가 인정하는 특색있는 대학으로 도약할 것이라고 밝혔다.
2014년에는 인문 계열과 자연 계열의 구분을 넘어선 통섭 교육을 목표로 기존의 교양교육원을 다르마칼리지(Dharma College)로 확대해 출범시켜서 인간 문화 이해능력의 향상과 다전공 지식 융합형 인재 양성에 기여하고자 했다. 또한 2016년 신입생부터 소프트웨어 강좌 수강을 의무화해서 융합교육을 통한 인재 성장을 지원할 것이라고 밝히는 등 융복합 인재 양성에 노력을 기울이고 있다.

### 교육 제도
동국대학교의 정규 학사 과정은 교양교육과정과 전공교육과정, 일반선택과정으로 나뉘어 있다. 졸업을 위해서는 교양교육과정의 '대학생활탐구'와 '자아성찰', '21세기 시민', '글쓰기', '세계 명작 세미나', '리더십', '지역 연구' 영역을 이수해야 한다. 또한 특성화교과목으로 박영석 학사의 산악 탐험 과정과 의의를 재조명하는 '산악인 박영석의 탐험과 도전'과 진로취업 교과목, 창업 교과목, 현장실습 교과목, 사회봉사 교과목 등을 제공하고 있다.
또한 기존의 전공 외에, 기존 전공으로는 포괄하기 어려운 통합교과과정을 2개 이상의 학과가 연계하여 운영하는 연계전공 제도를 실시하고 있다. 석사과정 입학정원의 30% 범위 안에서 5학기 이상 등록하고 일정 요건을 충족하는 학사과정의 학생을 대상으로 5년제 학사·석사 연계과정도 제공하고 있다.

## 캠퍼스 구성

### 서울캠퍼스(본교)
동국대학교는 2013년 기준으로 12개 대학원(일반대학원, 영상대학원, 경영전문대학원, 불교대학원, 행정대학원, 경찰사법대학원, 교육대학원, 언론정보대학원, 문화예술대학원, 국제정보대학원, 법무대학원, 약학대학원), 11개 단과대학(불교대학, 문과대학, 이과대학, 법과대학, 사회과학대학, 경영대학, 바이오시스템대학, 공과대학, 사범대학, 예술대학, 약학대학) 1개 전공(연계전공)으로 구성되어있다.

#### 교내 시설
정각원

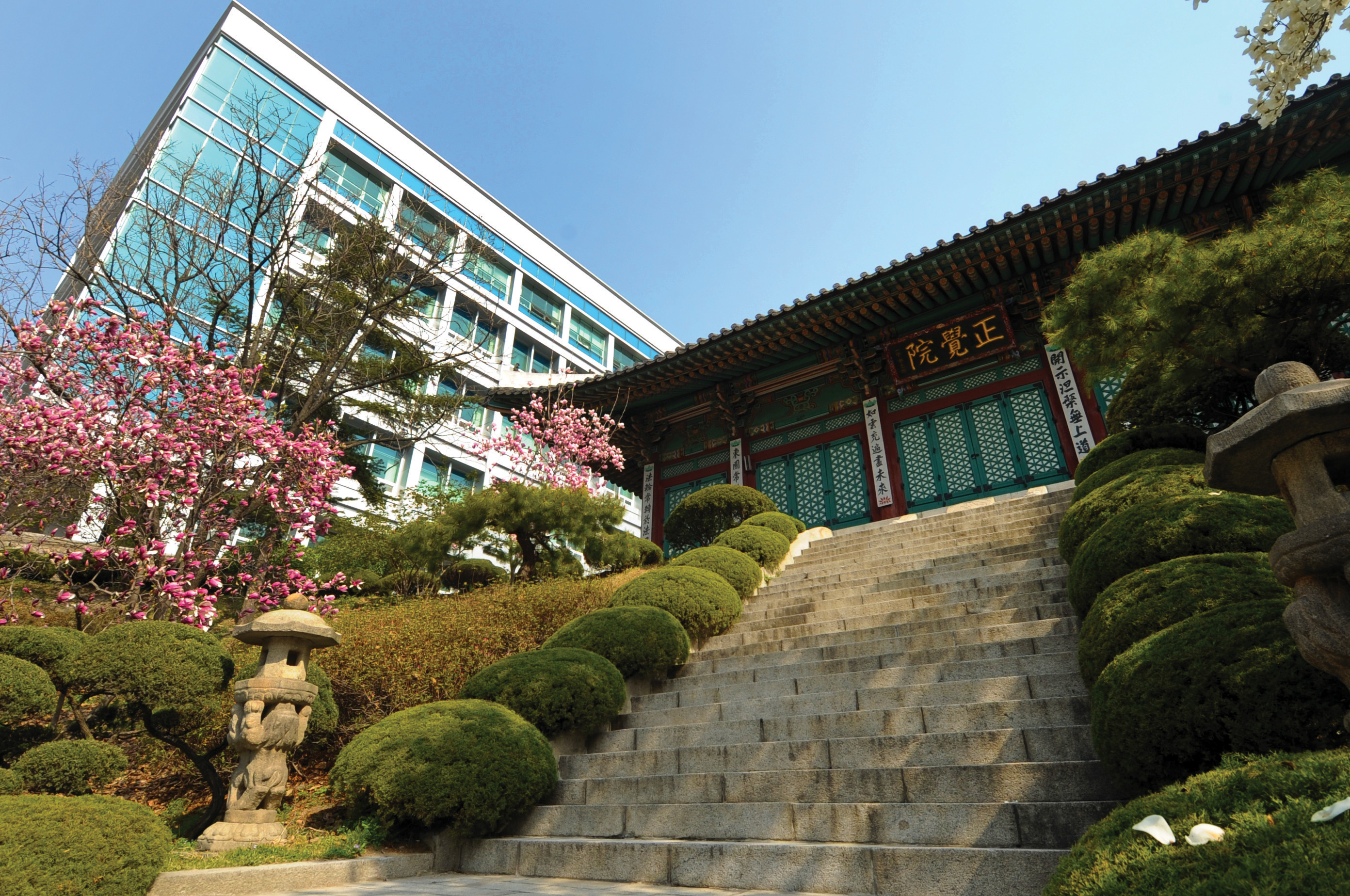
동국대학교 정각원

정각원은 경희궁의 정전인 숭정전이었다. 1910년 일본 제국이 경희궁을 철폐하고 일본인 자제들을 위한 학교인 경성중학교를 설립했을 때까지 남아 있었으며, 1926년 조계사의 본전으로 쓰기 위해 지금의 자리로 옮겼다. 정각원 천정에는 광해군 때 만들어진 국내 유일의 일곱 발가락을 가진 검은 빛깔의 암수 흑쌍룡인 칠조룡 있는데, 숫자 '7'은 불교에서 성스럽다고 여겨지고, 용은 권력과 길상의 의미와 동시에 마귀를 물리치는 의미가 있으며, 흑색은 통합과 강직함, 고귀함의 뜻을 지니고 있어 칠조룡은 광해군의 독립 자주 정신을 나타내고 있다. 또한 정각원의 단청은 임금의 권위와 위엄을 상징하는 문양들이 의장적인 특성을 보이고 있다. 정각원은 서울특별시 유형문화재 제20호로 지정돼 있다.
조동종 조계사로 쓰이던 정각원은 1962년 11월 20일부터 동국대의 사원이자 불교 교육 기관인 필동 학림관 대학선원으로 쓰이기 시작했다. 2010년 11월 11일에는 국내외 종교지도자 150여명이 참가한 세계종교지도자회의가 열렸으며,2011년 11월 1일에는 안나푸르나 산을 오르다가 실종된 동국대 체육교육과 학사 박영석 원정대장의 분향소를 마련했으며, 12월 5일에는 49재를 치렀다. 2014년 11월 3일에는 네덜란드의 국가원수로서는 최초로 대한민국을 방문한 네덜란드 국왕 빌럼알렉산더르와 왕비 막시마가 정각원에서 열린 세미나에 참석하고 타종 장면을 유심히 살펴보기도 했다. 네덜란드 대사관의 요청으로 개최된 이 세미나에는 거스 히딩크 감독 등도 참석했다.

### 바이오메디캠퍼스(이원화 캠퍼스)
동국대학교의 소유인 경기도 고양시 일산동구 동국로 27 (식사동 814)번지 동국대학교 일산병원 인근 165,000m² 부지 중 20,000m²의 공간을 활용해 조성한다. 의과대학 3~4학년 과정, 한의과대학 2~4학년 과정, 약학대학, 본교 바이오시스템대학 중심의 바이오 분야 특성화 캠퍼스이다. 대학부설 과학영재교육원이 위치하며 2020년까지 2단계에 걸쳐 조성한다. 1단계 사업인 의과대학 및 한의과대학 강의동은 270억원을 들여 지하 1층, 지상 8층(11,673m2)규모로 2010년 12월에 완공 되었다. 의료연구단지 2단계 사업은 2011년 1월부터 2020년 12월까지이다.

### WISE캠퍼스(분교)
동국대학교의 분교인 동국대학교 WISE캠퍼스는 2013년 기준으로 6개 대학원(일반대학원, 교육대학원, 의학전문대학원, 불교문화대학원, 사회과학대학원, 경영대학원), 9개 단과대학(불교문화대학, 인문과학대학, 과학기술대학, 에너지환경대학, 사회대학, 경영관광대학, 사범교육대학, 한의과대학, 의과대학), 1개 학부(자유전공학부)로 구성되어 있다.

### 로스엔젤레스캠퍼스(분교)
동국대학교 로스엔젤레스캠퍼스(DULA)의 전신은 1979년 김창기 박사가 미국 로스엔젤레스에서 침술과 동양 의학을 연구하고 가르치기 위해 세운 미국 로얄 대학교(Royal University of America)이다. 1997년 1월 미국 로얄 대학교는 동국대학교와 제휴를 체결했고, 동국 로얄 대학교(DRU)로 이름을 바꾸었다. 이런 형태의 결합은 당시 세계 최초였으며, 대한민국의 어느 대학교도 해외에 대학을 둔 적이 없었다. 2009년 3월 5일 학교법인 동국대학교의 산하 학교이던 동국 로얄 대학교를 동국대학교 로스엔젤레스캠퍼스(DULA)로 개정하며 동국대학교의 분교가 되었다. 명칭은 처음의 동국 로얄 대학교에서 현재의 동국대학교 로스엔젤레스캠퍼스(DULA)로 바뀌었다.

## 국제 교류
동국대학교는 2012년 11월 기준으로 미국 UCLA, 일본 가쿠슈인 대학, 중국 베이징 대학 등 40개 나라의 160개 대학과 교류 협정을 맺고 있다. 매년 500여 명이 해외 대학에서 공부하고 있으며, 1,800여 명의 외국인 학생이 동국대학교에서 공부하고 있다. 또한 미국 뉴욕 주립 대학교 스토니브룩, 노던 주립 대학교, 중국 둥베이 사범대학 등과 복수 학위 제도를 하고 있으며, 동국대학교 경영전문대학원은 미국 텍사스 대학교 댈러스와 MBA 복수학위제도를 제공한다.
주요 교류 대학으로는 다음 대학들이 있다.
| - 듀크 대학교 - 미시건 주립 대학교 - 캘리포니아 대학교 로스앤젤레스 - 맨체스터 대학교 - 브리티시컬럼비아 대학교 - 상파울루 대학교 | - 함부르크 대학교 - 오슬로 대학교 - 웰링턴 빅토리아 대학교 - 가쿠슈인 대학 - 칭화 대학 - 베이징 대학 |  |

## 교내 운동부
동국대학교는 야구부와 축구부, 농구부, 골프부를 운영하고 있다.

### 야구부
동국대학교 야구부는 전국대학야구선수권대회에서 총 4번의 우승(2006년, 2013년, 2014년, 2016년)과 2번의 준우승(2000년, 2011년)을 차지했으며, KBO 총재기 전국대학야구대회에서 3번의 우승(2011년, 2012년, 2014년)과 1번의 준우승(2015년)을 차지했고, 대통령기 전국대학야구대회에서 2번의 우승(1986년, 2008년)과 1번의 준우승(1997년), 전국체육대회 야구종목에서 2번의 우승(2013년, 2014년)을 차지했다.

### 축구부
축구부는 동국대 운동부 가운데 가장 오랜 역사를 가진 운동부으로, 1930년대 중앙불교전문학교 때부터 '불교청년축구팀'이라는 이름으로 출전했다. 전국대학축구선수권대회에서 4번의 우승(1949년, 1956년, 1970년, 2000년)과 1번의 준우승(2004년)을 했고, 전국대학축구대회에서 1번의 준우승(2008년), 전국대학축구선수권대회에서 1번의 준우승(2009년), 추계 전국대학축구연맹전에서 2번의 우승(2010년, 2011년)을 차지했다.

### 농구부
농구부는 1970년부터 정식 운동부로 출전하기 시작했으며, 1972년 전국체육대회 농구종목에서 우승을 하며 두각을 나타내기 시작했다. 이외에도 전국추계대학 농구연맹전에서 우승(1985년)을 차지하고, 농구대잔치에서 준우승(2007년), MBC배 대학농구대회에서 준우승(2009년)을 차지하기도 했다.

## 교내 언론

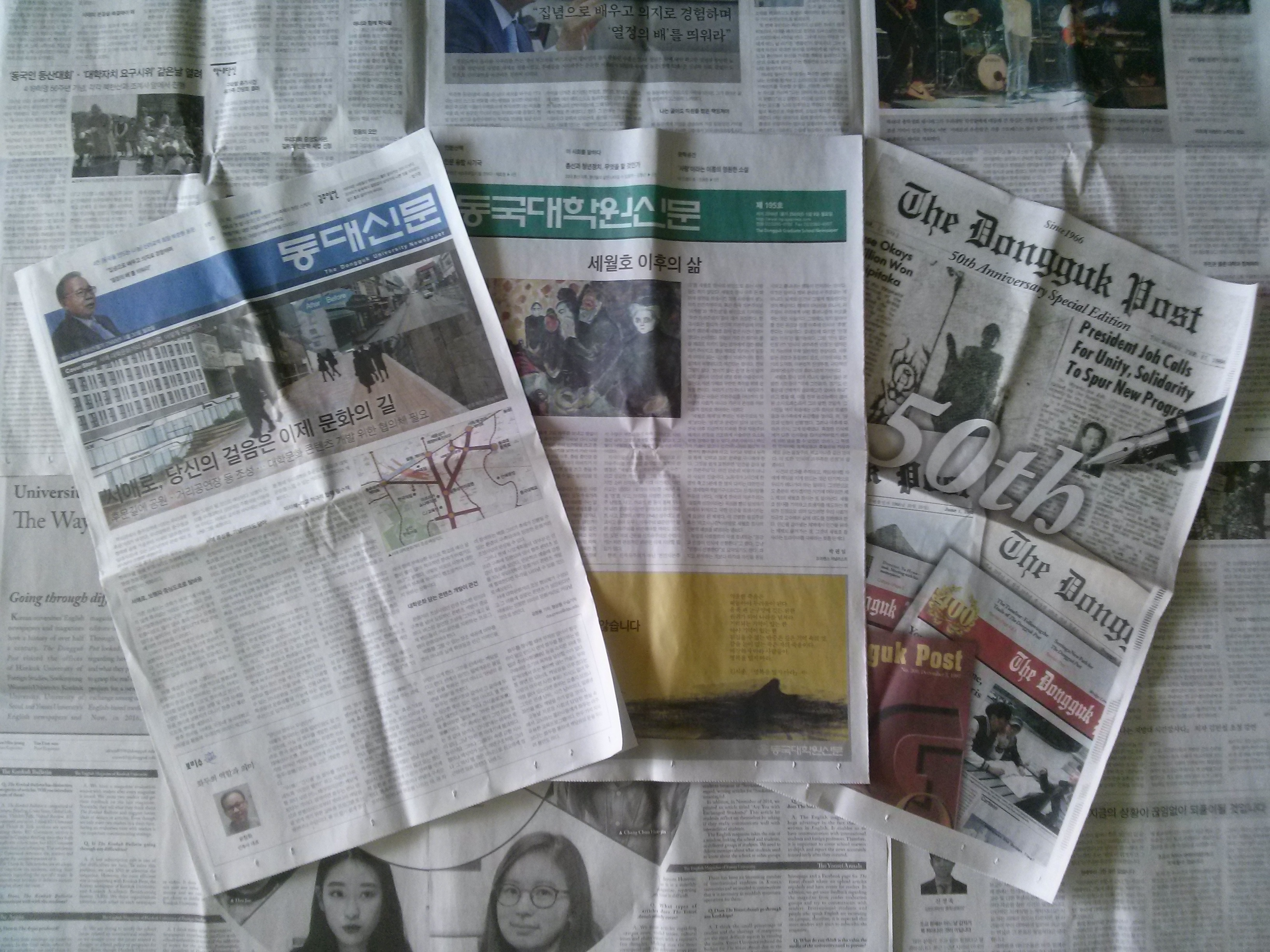
동대신문과 동국대학원신문, The Dongguk Post

동국대학교의 교내 언론사로는 교육방송국과 동대신문사, 영자신문사와 대학원신문사가 있다.

### 교육방송
교육방송국은 1959년 9월 1일부터 방송을 시작했으며, 1964년 3월 5일부터 유선방송을 실시했다. 약 30여 명 안팎의 국원들이 활동을 하고 있으며, 제작부와 보도부, 아나운서부, 기술부 등으로 나누어 운영하고 있다.

### 동대신문
《동대신문》은 동대신문사에서 발행하는 교내 신문으로, 1950년 4월 15일에 창간됐다. 한국전쟁 기간 동안에는 부산의 신창동 피란 학교에서 발간했으며, 4·19 혁명과 6월 항쟁 기간 동안에도 발간했다. 2009년 8월 24일부터 대판에서 베를리너판으로 판형을 바꾸어 발행하고 있다.

### The Dongguk Post
《The Dongguk Post》(동국포스트)는 동국대에서 발행하는 유일한 영어 미디어로, 학교 안팎의 취재현장에서 얻은 정보를 바탕으로 영어 기사를 써 외국인 유학생 뿐만 아니라 한국인 학생들에게도 기사를 제공하고 있다.

### 동국대학원신문
《동국대학원신문》은 대학원신문사에서 발행하는 교내 신문으로, 1988년 민주화의 결실로 창간됐다.

## 위상
동국대학교는 1946년 동국대학으로 승격된 뒤로 대한민국의 사회 전반에 걸쳐 많은 졸업생들을 배출시켰다. 특히 1962년 경찰대학보다도 먼저 세워진 경찰행정학과의 졸업생들은 여러 지역의 경찰 총수 자리의 상당수를 차지하고 있을 뿐만 아니라, 경찰청장을 포함한 간부 자리에도 포진해 있으며 각 대학의 경찰 관련 학과에서도 교수로 활약하고 있다. 또한 통일에 대비해 남북 교류협력 실무 인력을 육성하고 남북관계의 분석 능력을 보유한 전문가를 양성하기 위한 목적으로 1994년 대한민국에서 최초로 북한학과를 설립하기도 했다. 2012년에는 경영대학이 국내에서는 10번째로 국제경영대학발전협의회로부터 경영교육 국제인증을 받았다.
경제계에는 2011년 조사에 따르면, 매출액 기준으로 상위 100대 기업에서 일하는 임원 가운데 64명이 동국대학교 출신으로 대한민국의 대학교 중에서 15번째로 높은 수치를 기록했다.
국내 대학 평가에서 동국대학교는 2014년 중앙일보 대학평가에서 11위를 기록하였다. 국제화 부문의 경우 2012년 중앙일보 대학평가에서 전국 대학 3위, 조선일보·QS 아시아 대학 평가에서 아시아 17위 및 국내 3위를 기록했다. 이공계 부문은 2017년 한국경제신문 이공계 대학 평가에서 11위를 기록했으며, 특히 통계학과는 2017년 중앙일보 대학평가에서 서울대학교 및 중앙대학교와 함께 최상 평가를, 화학과와 공과대학 건축공학전공 및 전자전기공학전공은 중상 평가를 받았다.
세계 대학 평가에서는 2015년 QS 세계 대학 순위에서 선정하는 아시아 대학 순위에서 77위를 기록했으며, 2018년 QS 세계 대학 순위에서는 미국 아이오와 주립 대학교, 오스트리아 그라츠 대학교, 중국 톈진 대학 등과 함께 세계 471-480위에 올랐다. 네덜란드 레이던 대학교가 국제적으로 발표된 전체 논문 대비 인용도가 높은 상위 10% 논문을 기준으로 발표하는 세계 대학 순위인 레이던 랭킹에서는 2017년 세계 656위 및 아시아 211위를 기록했다.

## 학교 동문
동국대학교는 전신인 명진학교의 1회 졸업생인 만해 한용운을 비롯해 100여년이 넘는 역사에 걸쳐 사회 각계각층에 동문들을 배출시켰다.

## 역대 역임 교수
신성민

## 비판 및 논란

### 동국대학교

#### 입학금 고액 논란
2013년 4월, 교육부가 '대학알리미'를 통해 공개한 2013년 대학교 신입생 입학금 자료에 따르면 동국대 서울캠퍼스는 입학금으로 102만 4,000원을 받아 대한민국의 대학교 중 3위를 기록했다. 2017년 교육부가 발표한 대학정보공시자료에 따르면 2017년 기준으로는 대한민국의 대학교 가운데 입학금이 가장 비싼 대학교였다.

#### 학문구조개편 추진과정 중 논란
2011년 동국대학교는 학문구조개편위원회를 통해 대학 경쟁력 강화를 위한 11개 학과 통폐합 방안을 추진하였다. 학생들은 학생 동의 없는 학과통폐합을 전면 반대하며 총장실을 점거하고 농성을 벌였다. 학교 측은 점거 농성을 주도한 3명에 퇴학 처분을, 그 외에는 유기정학과 사회봉사의 징계를 했다.

#### 명예 학위 남발
동국대학교는 명예 학위를 남발한다는 지적을 꾸준히 받았다. 1983년 2월 16일 경향신문은 동국대학교가 취재 당시까지 총 69명에게 명예 박사 학위를 수여했으며 이는 74명에게 준 이화여자대학교에 이어 8번째로 많은 수치라고 지적했다. 또한 2015년 8월 20일 동국대학교는 김무성 당시 새누리당 대표에게 명예 정치학 박사 학위를 수여했는데, 이 과정에서 일부 교수들과 학생들로부터 명예 학위 수여 기준이 명확하지 않다는 비판을 받았다.

### 동국대학교 WISE캠퍼스

#### 취업률 허위공시에 따른 2013년 정부지정제한 대학 선정
동국대 WISE캠퍼스는 2012년 취업률을 허위로 공시하였고, 이런 행위가 교과부 감사, 실사에서 적발됨에 따라 2013년 정부지원 제한대학에 선정되었다. 이에 따라 WISE캠퍼스 김영종 총장 및 기획처장 등 보직교수들은 이에 책임을 지고 물러나게 되었다.

## 갤러리

### 동국대학교

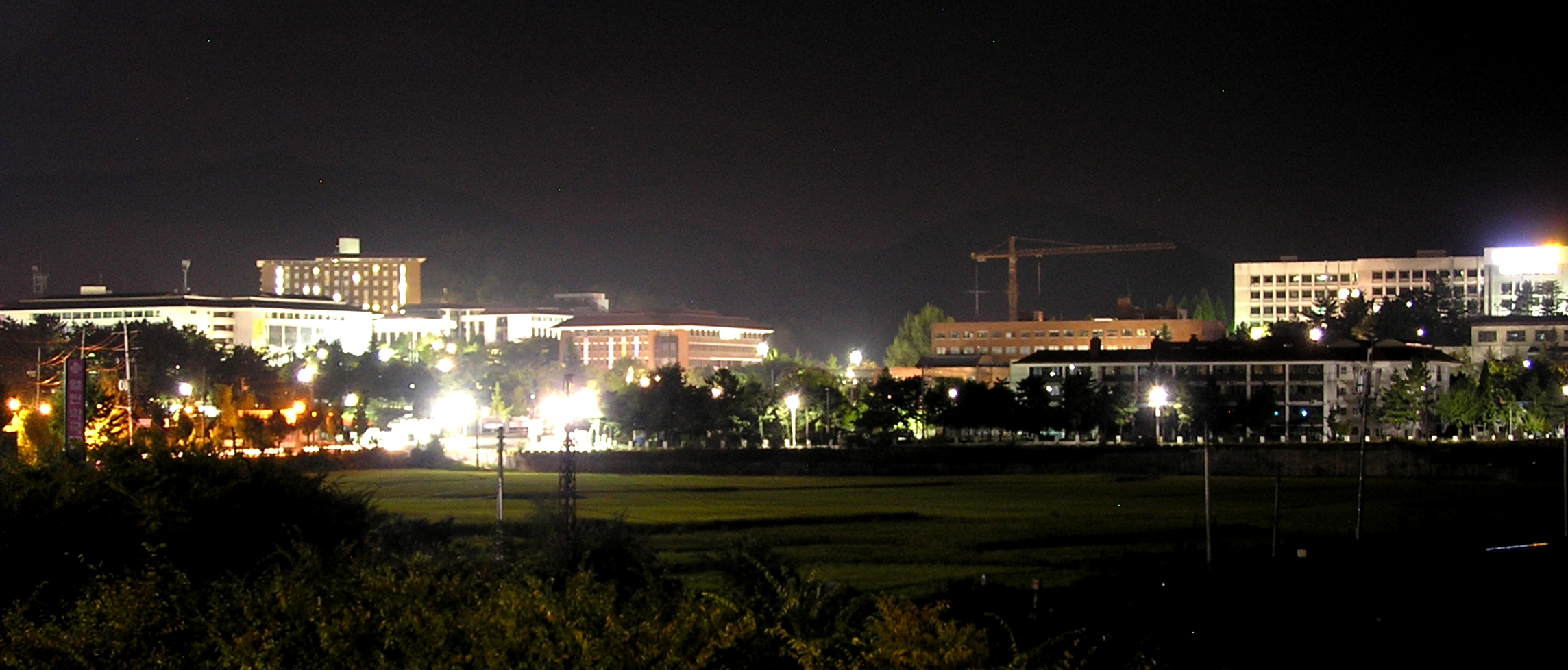
WISE캠퍼스 야경
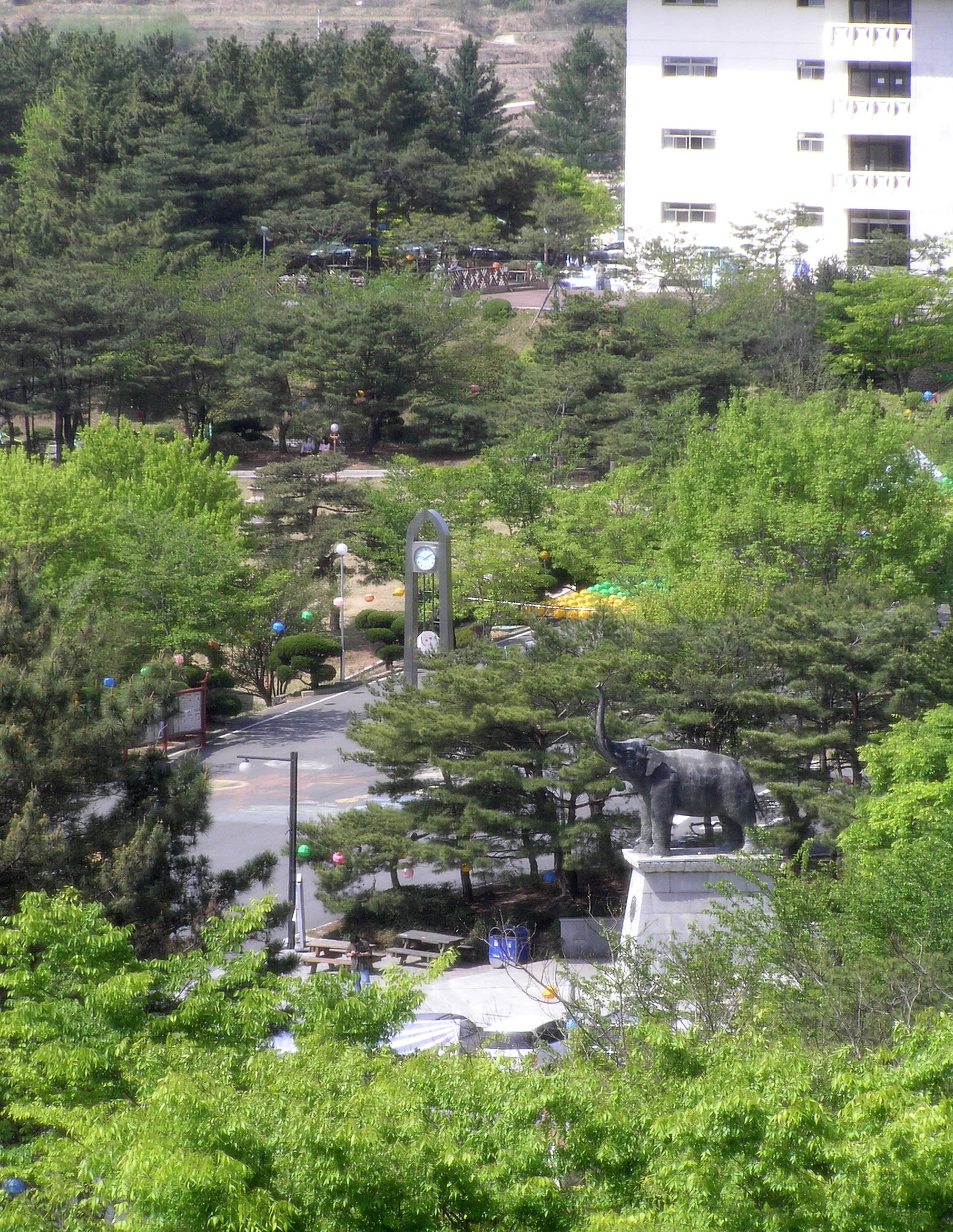
WISE캠퍼스 광장
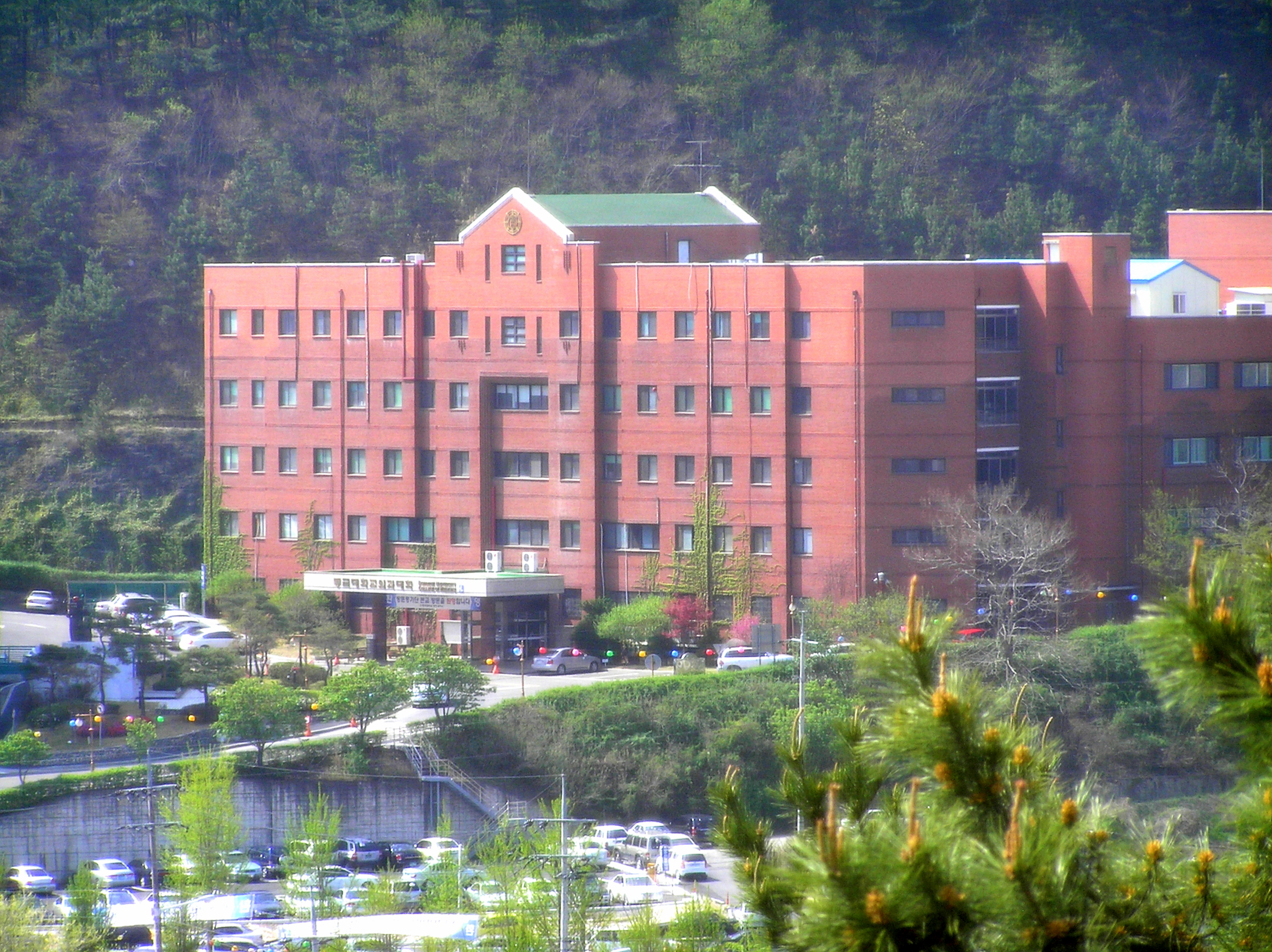
동국대학교
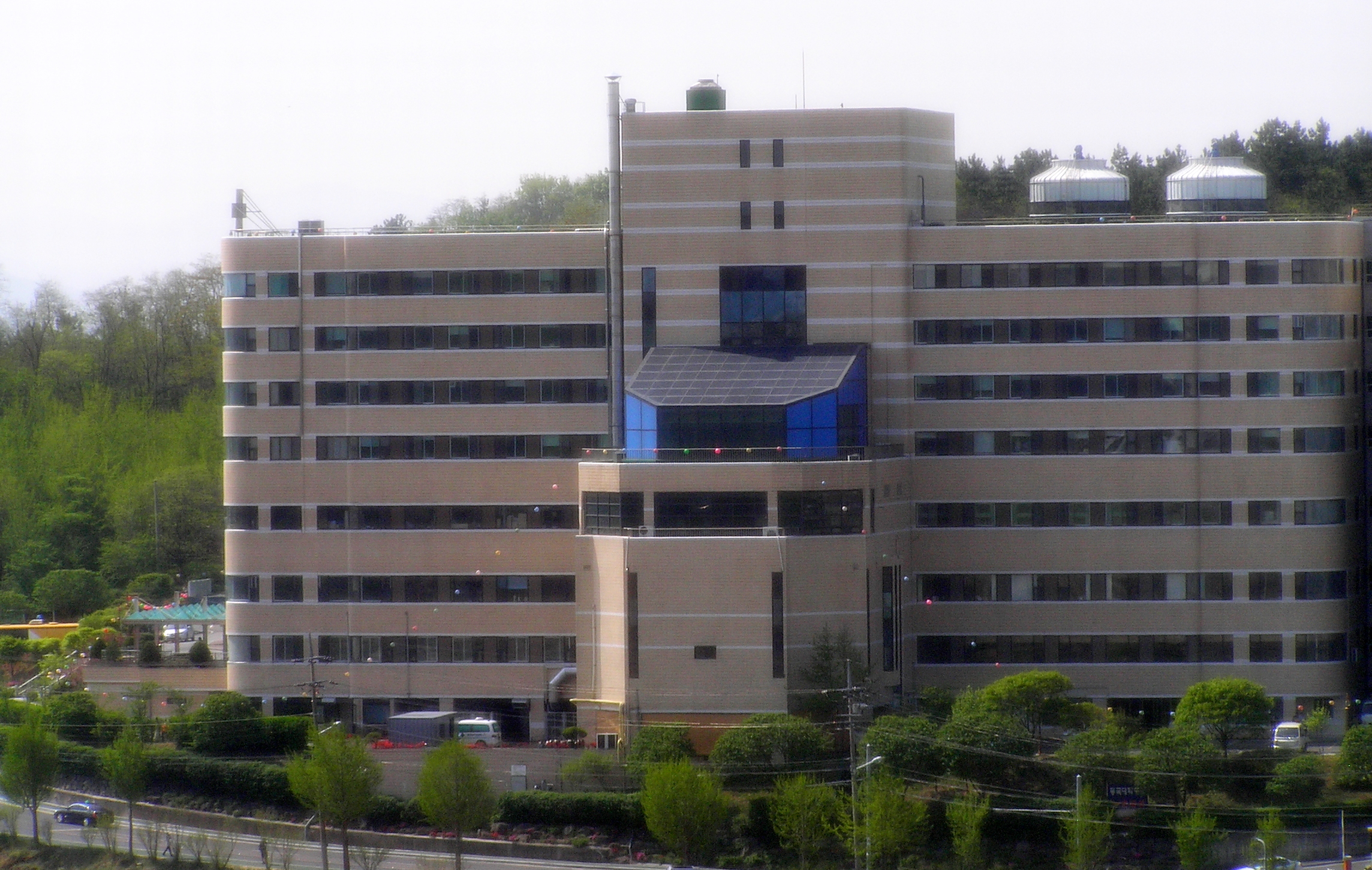
병원
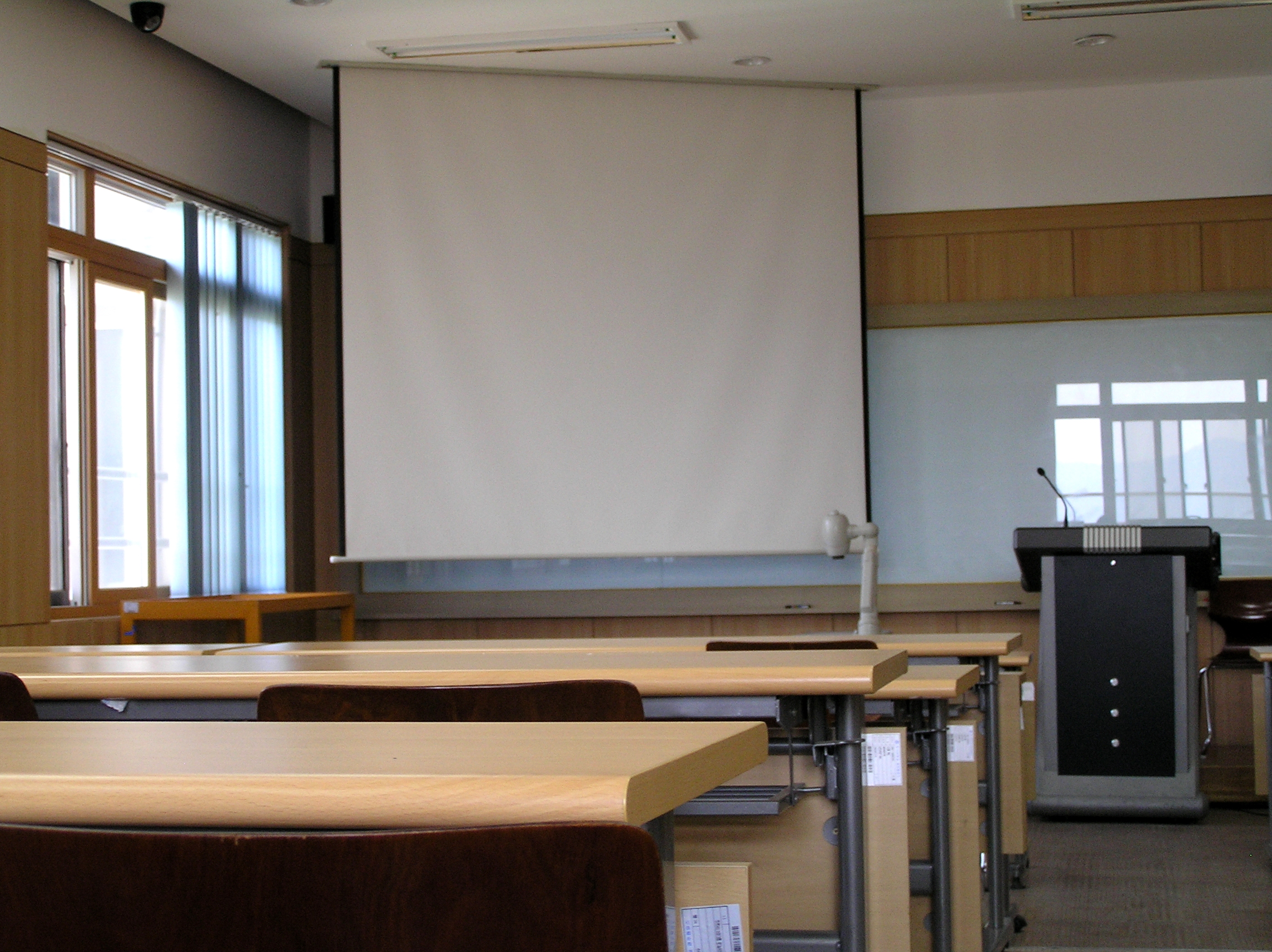
강의실
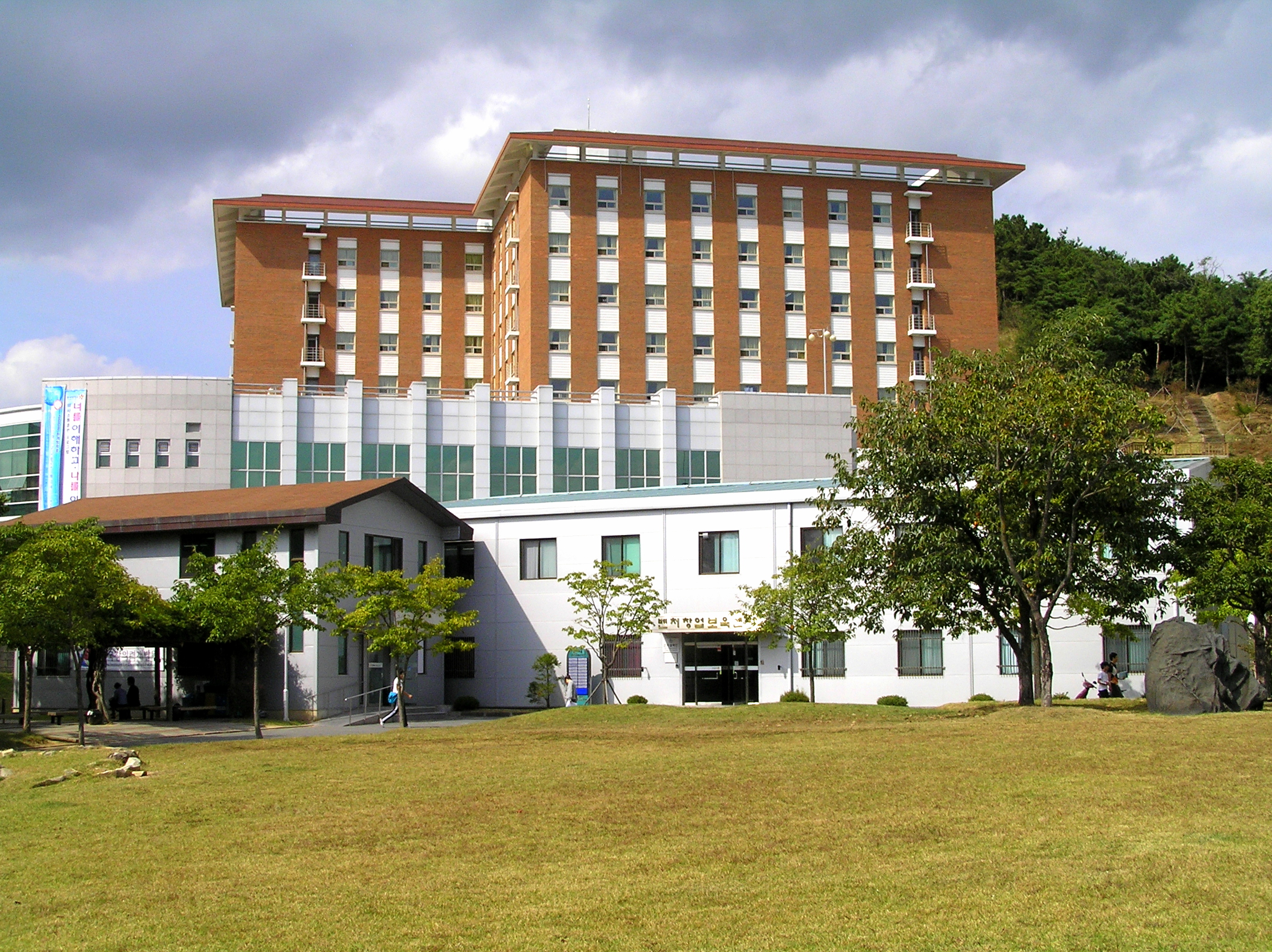
백상관 기숙사 건물
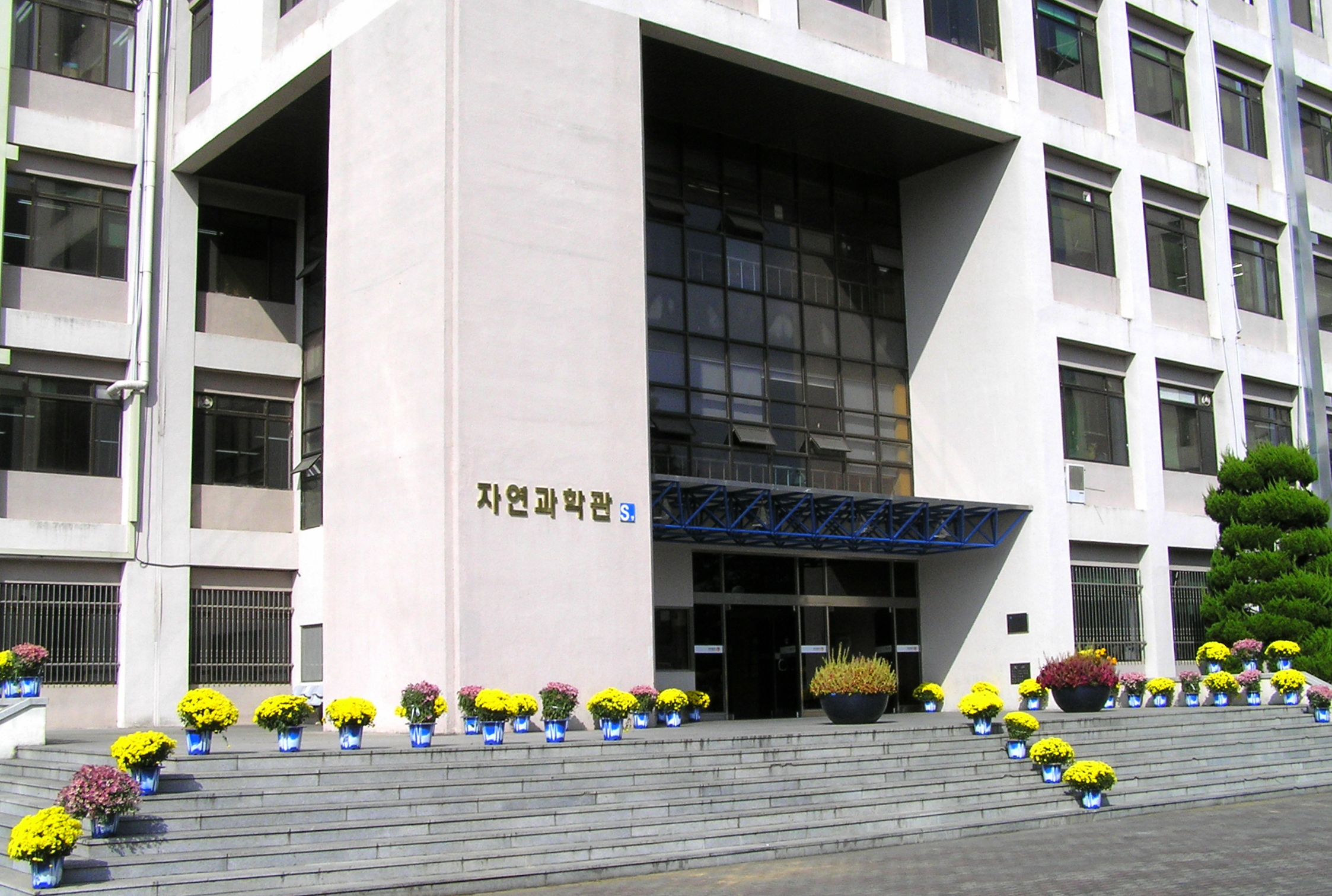
자연과학관
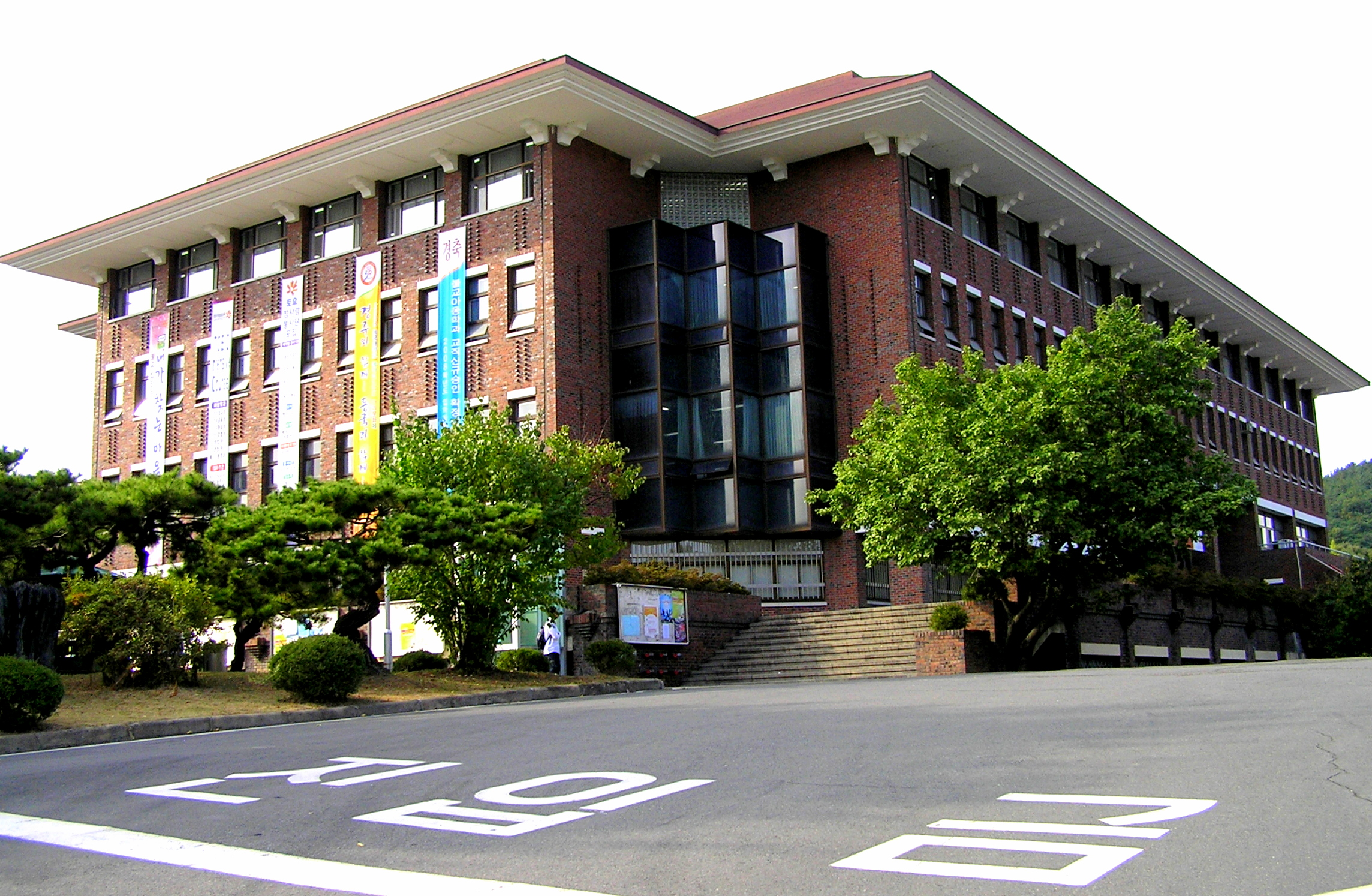
도서관

- 동국의 겨울
- 동국의 봄
- 동국대학교 명진관
- 동국대학교의 봄
- 동국대학교의 밤
- 동국대학교의 겨울
- 동국대학교의 겨울
- 동국대학교의 겨울
- 동국대학교의 겨울
- 동국대학교의 겨울
- 동국대학교
- 동국대학교
- 동국대학교
- 동국대학교
- 동국대학교
- 동국대학교 도서관
- 동국대학교 정각원
- 동국대학교의 밤
- 동국대학교 법과대학
- 동국대학교 예술대학
- 동국대학교
- 동국대학교
- 동국대학교 도서관
- 동국대학교 정각원
- 동국대학교
- 동국대학교 정각원

### 동국대학교 WISE캠퍼스
- WISE캠퍼스 야경
- WISE캠퍼스 광장
- 의과대학
- 병원
- 강의실
- 백상관 기숙사 건물
- 자연과학관
- 도서관

## 부설기관

### 박물관
동국대학교 박물관은 1963년 9월 1일 개관하였다. 동국학원의 설립목적에 따라 불교 관계의 고고 및 미술자료를 수집·보관·전시하며 불교미술을 조사·발굴·연구하고 이를 학계에 알림과 동시에 학생들의 교육에 활용하고자 설립되었다. 소장유물의 내용은 불교 관계의 조각·회화·공예·건축·금석문 등으로 구분되는데 각 분야에서 손꼽히는 중요한 작품들이 망라되어 있다. 불교조각은 종류별, 시대별로 다양한 작품들이 소장되어 있다. 또한 자체적으로 전문학술지인 〈불교미술〉을 발간하고 있다.

### 중앙도서관

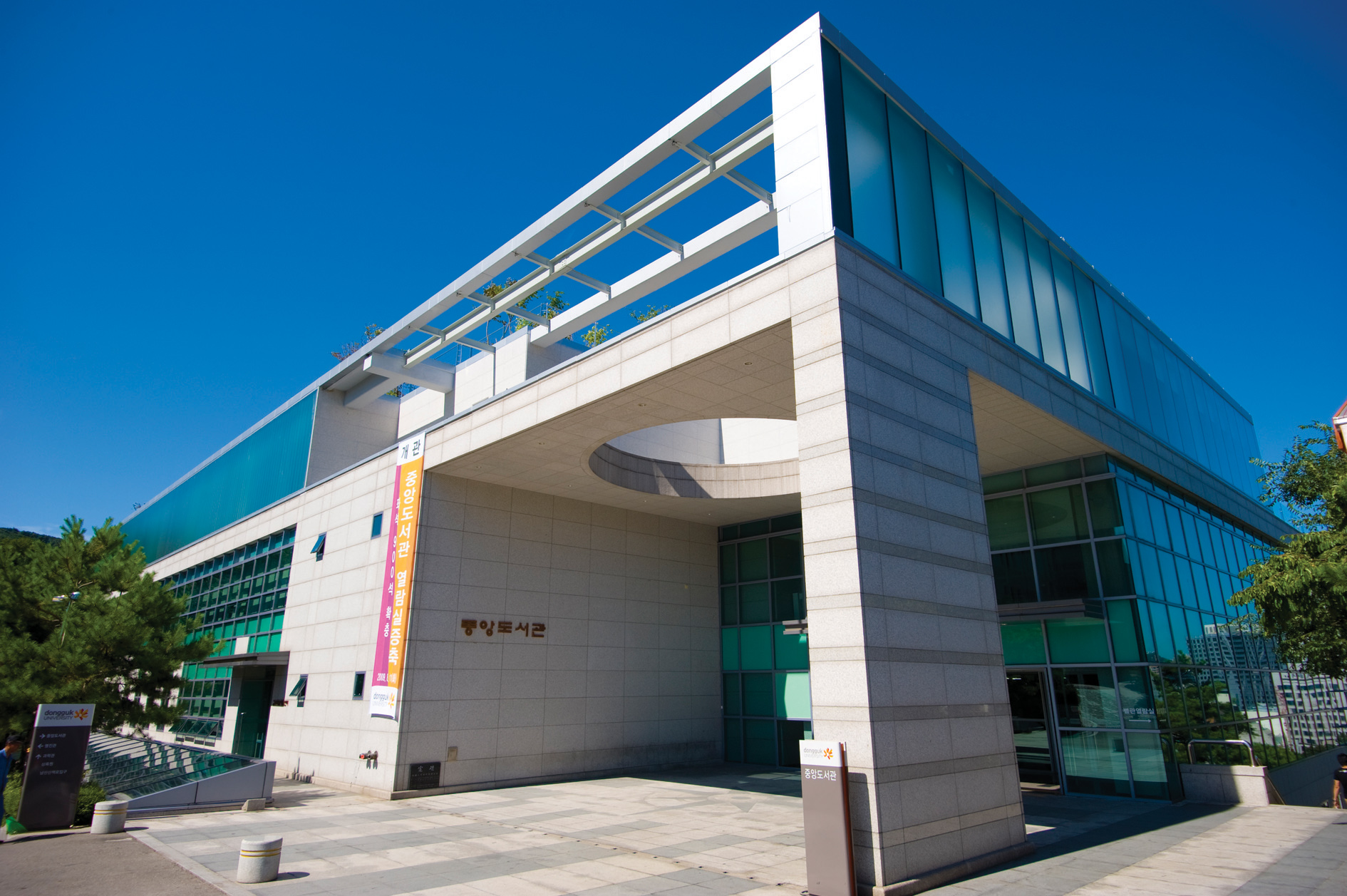
동국대학교 중앙도서관

1906년 5월 명진학교 설립과 함께 도서실을 설치했으며, 1946년 9월 동국대학교의 전신인 혜화전문학교가 동국대학으로 승격되면서 도서실의 명칭도 도서관으로 바뀌었고, 1953년 중앙도서관으로 개칭하며 시설을 확장했다. 도서관을 신축하기 이전에는 만해관에 있었으나, 2003년 1월 13일 새로 지은 현재의 중앙도서관으로 옮겼다. 2016년 3월을 기준으로 총 214만여 권의 장서를 소장해 국내 대학도서관 가운데 8위를 기록했으며, 학생 1인당 장서수에서는 80권, 총예산 대비 도서 구입에 사용하는 비율은 0.9%를 기록했다.
국보 제212호 《수능엄경 언해》와 보물 제523-2호 《석보상절》 23·24권을 포함한 보물 7종 등의 불교 자료와 불교학을 중심으로 한 한국학 자료 10만여 권을 소장하고 있으며, 서정주 시인의 유족이 기증한 1만 여점의 유품을 모아놓은 미당문고가 있다. 1999년 10월에는 일본 불교사학자 다무라 엔초 규슈 대학 교수가 불교학 관련 개인 장서를 중앙도서관에 기증했고, 2003년 1월 16일에는 일본인 동양사학자인 시마다 겐지 전 교토 대학 교수의 유족들이 4천여 권의 고서와 2만여 권의 동양서, 500여 권의 서양서, 6천여 권의 정기간행물 등 총 3만여 권의 동·서양서 등을 중앙도서관에 기증하기도 했다. 2013년 9월 25일에는 중국 찰합이학회로부터 중화대장경 티베트 판을 기증받아 국내에서 유일하게 중화대장경 완성본을 소장하게 됐으며, 2014년 5월 7일에는 영문학자인 이창배 전 동국대 영어영문학과 교수의 유족들이 영문학 서적 3천여 권을 기증하기도 했다.
2016년 3월 10일에는 교육부가 이끄는 학부교육 선진화 선도대학 지원사업(ACE)의 일환으로 첨단 교육시설을 만들고자 중앙도서관 안에 창의학습 공간 IF 존(Information Forest Zone)을 만들어 최신식의 교육 기반을 다지고자 했다.

## 같이 보기
- 동국대학교 축구단